# Imigração italiana no Uruguai
A imigração italiana no Uruguai refere-se a um dos maiores movimentos migratórios com destino ao Uruguai. A população italiana, junto à espanhola, formou a coluna vertebral do que atualmente é a sociedade uruguaia. A cultura uruguaia possui importantes semelhanças com a cultura italiana; em termos de idioma, costumes e tradições. Os emigrantes italianos começaram a chegar em grandes números a Uruguai nos anos 1840 e esta corrente migratoria continuou até os anos 1960.
Um ítalo-uruguaio é um cidadão uruguaio de ascendência italiana, completa ou parcial. 115.000 cidadãos uruguaios possuem a cidadania italiana. As fontes oficiais italianas estimam que ao redor de um milhão de pessoas tem algum grau de ascendência italiana, conquanto numa nota jornalística de 2017 essa soma atinge um milhão e meio - 40% da população total de Uruguai. Fora a Itália, o Uruguai é o país com maior percentagem de italianos no mundo.

## Causas da emigração
A unificação da Itália ou o Risorgimento pôs fim ao antigo sistema fundiário feudal que existia no sul da península desde a Idade Média, principalmente onde as terras pertenciam a aristocratas, organizações religiosas ou ao rei. No entanto, o fim do feudalismo e a redistribuição de terras não levaram necessariamente os pequenos camponeses no sul a adquirir terras ou que estes eram solos úteis para o trabalho. Muitos continuaram sem terra e com a passagem do tempo estes foram reduzidos e perderam sua capacidade produtiva ao serem divididos entre herdeiros. O desembarque de italianos no Novo Mundo deveu-se principalmente à busca de oportunidades de trabalho e mobilidade social que se tornaram difíceis em uma Europa instável política, econômica e socialmente entre os séculos XIX e XX. Estima-se que em mais de um século, cerca de vinte e cinco milhões de pessoas teriam emigrado da península italiana. Ao contrário de outros fluxos migratórios para o Uruguai, os motivos políticos não tiveram um papel preponderante na chegada dos italianos.

## História

### Época colonial e primeiros imigrantes
No ano 1527 o navegador veneziano Sebastião Caboto fundou San Lázaro, o primeiro assentamento europeu do Rio da Prata. Os primeiros italianos chegaram à colônia espanhola no século XVI. Estes eram, principalmente, lígures da República de Gênova, que trabalhavam em barcos mercantes trans-oceânicos. O primeiro povoador de Montevidéu foi o genovês Giorgio Borghese, que partiu de Buenos Aires e construiu ele mesmo uma casa de pedra em uma estância, onde criou gado antes que se fundasse a cidade. Navegando ao serviço da coroa espanhola, o marinheiro toscano Alessandro Malaspina empreendeu uma jornada científica conhecida como Expedição Malaspina, que o levou a explorar a costa de Montevidéu em 1789. A bordo de duas corvetas viajaram botânicos, zoólogos, desenhistas, médicos , dissecadores, geógrafos, astrônomos e hidrógrafos, que tinham objetivos como fazer uma cartografia do Rio da Prata e observar fenômenos astronômicos. Já no século XIX iniciaram-se as relações entre Uruguai e o Reino de Sardenha, assinando posteriormente alguns tratados de comércio e navegação. Depois das revoluções de 1820 e 1830 na Itália, alguns revolucionários escaparam para América, vindo do Piemonte, da Cidade do Vaticano e da região do Mezzogiorno. O número de imigrantes começou a aumentar a partir do ano 1830, quando se eliminaram os obstáculos impostos à imigração durante a época colonial, o que coincidiu com a situação política na Argentina que impedia a imigração.

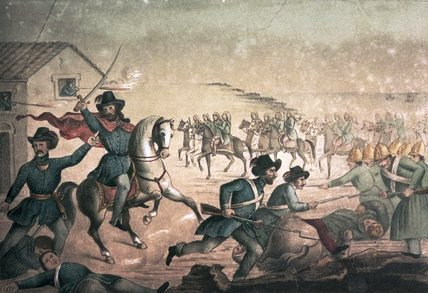
O militar italiano Giuseppe Garibaldi triunfou na Batalha de San Antonio que ocorreu no departamento de Salto em 1846

Em 1835 viviam em Montevidéu 2.000 cidadãos do Reino da Sardenha, e dois anos depois, mais de dois mil e quinhentos. Esses primeiros imigrantes localizaram-se na periferia de Montevidéu e eram, em sua maioria, agricultores de Piemonte que chegaram a um Uruguai ainda sem desenvolvimento industrial, com extensa pecuária mas pouca exploração agrícola. No ano de 1842 estimava-se que a colônia era de 7.945 italianos, predominando os lombardos, dedicados à agricultura ou a serviços domésticos, e também contando com a presença de genoveses que se dedicavam ao comércio de mercadorias italianas. No ano de 1843 os italianos eram 25 % dos imigrantes no Uruguai - atrás dos franceses e dos espanhóis. Os resultados de um censo policial desse ano afirmam que em Montevidéu viviam 6.376 italianos e de acordo com o cônsul Luigi Petich- nessa fase (1836-1842) os italianos eram quase oito mil. Durante este período, apareceram em Montevidéu três diários em italiano, destacando-se o "Il legionario italiano", publicado entre 1844 e 1846. Posteriormente, chegou um grande número de povoadores da Sardenha e durante a Guerra Grande vários italianos participaram na defesa da região liderados por Giuseppe Garibaldi. Para integrar-se às tropas da Legione Italiana de Garibaldi embarcaram-se em janeiro de 1851 em Gênova cerca de cem-ex militares voluntários italianos e uma minoria de ticinos e húngaros. O movimento político que uniu muitos moradores do Rio da Prata com Garibaldi era conhecido como corrente garibaldina. Reconhecendo sua importância histórica, há muitas homenagens em sua memória, incluindo uma avenida com seu nome, um monumento na cidade de Salto e o Hospital Italiano de Buenos Aires. As tendências migratórias no Uruguai começaram a mudar após a Guerra Grande, quando os italianos - junto aos espanhóis - tomaram o primeiro lugar no número de imigrantes.
Os principais portos de partida localizavam-se em Gênova, Savona, Livorno, Palermo e Nápoles. As viagens em navio a vapor levavam ao redor de trinta dias, enquanto os trajetos em barcos a vela duravam cerca de cinquenta dias. Em 1850, os estrangeiros eram 48% da população de Montevidéu, e desses  10.000 eram italianos. Em 1856, os valdenses chegaram ao departamento de Florida, se mudando para Colônia ao redor de 1858. Neste departamento fundaram a Colônia Piemontesa e mais tarde a Colônia Valdense. Depois da Unificação da Itália, em 1865, aumentou a chegada de italianos, facilitada por leis estabelecidas nos anos 1853 e 1858 que favoreciam a imigração a Uruguai. Alguns imigrantes eram produto de movimentos migratórios anteriores na Europa, como é o caso dos cidadãos nascidos em Gibraltar, filhos ou netos de lígures. Foi no começo da década de 1860 que começou a crescer o número de imigrantes, em sua maioria lígures, lombardos e piemonteses, e mais tarde também se registrou a chegada de trabalhadores provenientes do sul da península, principalmente de Basilicata e de Campânia. Durante este período a imigração aumentava ano-a-ano de forma ininterrupta; em 1868 registrou-se a chegada de 8.039 italianos, em sua maioria napolitanos e genoveses.

Os recém-chegados imigrantes tinham que ficar em quarentena na Ilha das Flores

Como consequência da situação econômica que assolava a Itália e o grande número de emigrantes, vários agentes se dedicaram aos embarcar a América para seu benefício próprio, cobrando comissões pela cada um dos emigrantes transportados. Tais condições levaram a enrolamientos em massa e foram comparadas com o tráfico negrero pelo historiador Juan Oddone. Segundo Oddone os agentes transportavam "marginais, prófugos, políticos, desertores ou renuentes ao serviço militar, doentes e defeituosos não admitidos pelas vias regulares; meninos exportados e vendidos como mercadorias, devedores frustrados, prostitutas" para o outro lado do oceano. Em alguns casos vendiam-se em Itália bilhetes para barcos a vapor que depois resultavam ser embarcações a vela; em outras ocasiões os boletos vendidos aos emigrantes para o Rio da Prata somente cobriam o translado para Marselha, onde lhos abandonava, e não era incomum que emigrantes com destino a Montevideo terminassem desembarcando em Nova York. Somente em Génova funcionaram, entre 1860 e 1870, ao redor de cento trinta companhias navieras dedicadas ao transporte de imigrantes ao Rio da Prata. O escritor e político Cristoforo Negri chegou a afirmar: "O Prata é nossa Austrália".
Para proteger a população local de doenças que os imigrantes poderiam trazer consigo, de 1869 a 1935, os recém-chegados tiveram que permanecer em quarentena na ilha de Flores, semelhante à Ilha Ellis nova-iorquina. O ilhéu, localizado a vinte quilômetros da costa de Montevidéu, tinha um lazareto onde os doentes eram tratados, um hotel para imigrantes, um cemitério e um crematório; cada imigrante poderia ficar lá por até quarenta dias.

### Consolidação da imigração
Na segunda metade do século XIX no Uruguai produziu-se a maior percentagem de crescimento populacional de América do Sul: a população no país multiplicou-se quase por sete entre 1850 e 1900, graças à imigração, maioritariamente italiana. O historiador argentino Fernando Devoto identificou o terceiro quartel do século XIX como a "idade de ouro da emigração italiana no Uruguai". Em 1870 o número de italianos em Uruguai era entre sessenta e setenta mil; não só se localizavam na capital mas também no interior do país: na cidade de Mercedes cerca de 6.000 dedicavam-se ao comércio, em Paysandú eram 2.000 e dedicavam-se a navegação de cabotagem e à agricultura, enquanto em Salto eram a metade dentro de uma população total de 9.000 pessoas. Os napolitanos costumavam desempenhar tarefas mais rusticas, adaptando ao estilo de vida do campo, em mudança, segundo observou o vice-cônsul de então, Luigi Petich, os genoveses faziam valer seu "instinto mercantil" e sua "vocação marítima" no litoral.
Entre 1870 e 1872, devido aos danos sofridos pelos trabalhadores italianos como consequência da Revolução das Lanças, se produziram momentos de tensão diplomática entre Itália e Uruguai. Nesse contexto, o ministro italiano Della Croce se referiu ao assunto:""Os estrangeiros são os únicos que vêm fertilizar seu solo, os únicos que sofrem mais do que os outros pelas contínuas guerras civis e pela constante ameaça que, pelo trabalho dos próprios nacionais, infelizmente atingem essas regiões". Em 1873 a assinatura de um acordo diplomático entre ambas partes reparou as queixas dos trabalhadores italianos. Coincidindo com a agitação econômica e política que sofria o país platino, o número de imigrantes que chegavam diminuiu. De fato, muitos recém chegados preferiam dirigir-se para áreas rurais de países vizinhos e inclusive alguns já estabelecidos em Uruguai mudaram-se para territórios com mais possibilidades, como no caso dos italianos que fundaram a colônia Alessandra (Santa Fé) em 1871 na Argentina, que provinham da Banda Oriental. Segundo Fernando Devoto, o uso do Uruguai como ponte entre a Itália e a Argentina por imigrantes foi consolidado a partir de 1876 com a aprovação da "Ley Avellaneda", uma lei argentina que regulava a migração em larga escala.
Apesar da proibição do desembarque dos transatlânticos "Matteo Bruzzo" - que vinha de Gênova com 1.500 passageiros - e "Nord America", devido a alguns casos de cólera no navio, em 1885 cerca de 8.805 italianos chegaram ao Uruguai. Em 1887 os italianos chegaram a ser entre 20% e 30% da população total de Montevidéu. Foi durante esta década que ocorreu o boom da imigração italiana para o Uruguai e as primeiras tentativas foram feitas por ambos os países para incentivar a chegada de imigrantes. Foi assinado o "Contrato de Taddei", que previa a transferência de duas mil a três mil famílias italianas para o país, principalmente agricultores e diaristas de origem lombarda, embora muitos dos que finalmente chegaram tivessem outros ofícios - muitos deles foram reenviados para a Itália pelo governo uruguaio. Esta lei discriminava de acordo com a região de origem, favorecendo os italianos do norte e excluindo os nativos de Nápoles e da Sicília. A chegada dos italianos continuou a  ser estimulada por meio da propaganda consular.

A maior entrada de italianos no Uruguai ocorreu entre 1880 e 1890, quando 60% do total de imigrantes chegaram ao país sul-americano. Enquanto 63.000 italianos chegaram a Montevidéu entre 1880 e 1889, somente entre 1887 e 1889 chegaram a mais de 45.000 italianos. Um censo de 1889 indicava que metade da população de Montevidéu havia nascido no Uruguai e os italianos eram quase metade da população estrangeira. A presença dos europeus em geral e dos italianos em particular deu ao povo uruguaio sua aparência característica: o antropólogo brasileiro Darcy Ribeiro iria definir os uruguaios como um "povo transplantado", sendo também qualificados como "descendentes dos navios". No ano seguinte, foi criada a "Lei de Imigração e Colonização", que favorecia os imigrantes. Com relação a essa nova lei, o escritor uruguaio Eduardo Acevedo indicou em seu livro "Anales históricos del Uruguay":
Foi uma lei muito completa, que estabeleceu as funções dos cônsules em matéria de propaganda de imigração; que garanta aos imigrantes alojamento e manutenção durante uma semana, e a livre transferência para os pontos do território nacional onde decidiram fixar a sua residência; autorizou o pagamento antecipado de passagens em favor de qualquer pessoa ou empresa que quisesse trazer imigrantes, sob a obrigação de fazer o reembolso das quantias antecipadas dentro de um prazo amplo de dois anos e meio; estabeleceu também normas gerais para impedir que os capitães dos navios embarcassem na promoção da imigração e levassem a Montevidéu pacientes com doenças contagiosas, mendigos, incapacitados para o trabalho e pessoas com mais de sessenta anos de idade. A lei também criou um escritório de trabalho para lidar com a colocação de imigrantes.
No entanto, por volta do ano de 1890, houve uma crise econômica que afetaria a renda dos imigrantes. O país adotou medidas restritivas em relação à imigração, como a eliminação do Comissariado Geral de Imigração - habitação, alimentação. e empregos para os recém-chegados, que desviaram grande parte do fluxo migratório para Buenos Aires. Apesar do fato de que os imigrantes continuaram a chegar durante a última década do século, o fluxo foi menor em comparação às décadas anteriores - como o último quinquênio de 1860 e o primeiro de 1870, quando o número dobrou - e até mesmo algumas linhas de navegação italianas pararam de aportar em Montevidéu antes de chegar a Buenos Aires. Dos que chegaram nessa época, os imigrantes da Campânia eram os mais numerosos. Um cônsul na época observou que "os filhos dos italianos se preocupam em ser uruguaios e às vezes até inimigos da pátria" e acrescentou que "se as coisas continuarem assim, pode-se supor que com o tempo essa terra povoada de sangue italiano terá poucos súditos do Reino em relação àqueles que deveriam ter. Seria necessário tentar evitá-la a todo custo". No período de 1880 a 1916, 153.554 imigrantes chegaram ao país sul-americano, dos quais 66.992 (43,63%) eram italianos e 62.466 (40,68%) eram espanhóis.

### Século XX
Durante o primeiro quinquênio do século XX, houve a chegada de cerca de 15.000 italianos, números relativamente baixos em comparação com décadas anteriores. Em 1903, José Batlle y Ordóñez chegou ao poder e, após uma guerra civil em 1904, a situação do país estabilizou e as condições dos imigrantes melhoraram. Em 1903, o Conselho Honorário de Imigração foi criado e a construção do Hotel do Imigrante foi anunciada. Em 1908, os italianos eram o maior grupo estrangeiro em Montevidéu, com 63.357 habitantes, superando os espanhóis que tinham 54.885 habitantes. O número de italianos diminuiu desde o ano de 1900, quando cerca de 73.200 habitantes viviam no Uruguai, passando de 8% da população total em 1900 para 6% em 1908. Nesse período, descrito pelo historiador Juan Oddone como de "desitalização", a comunidade já "criara raízes" no solo oriental, criando as fundações que receberiam os novos imigrantes. A entrada de novos imigrantes continuaria a ser escassa, devido a fatores como melhores condições de vida na Itália e na Europa e as oportunidades mais convenientes oferecidas pela Argentina. Em 1918, o país possuía várias associações e instituições italianas, sendo 26 delas apenas na capital.

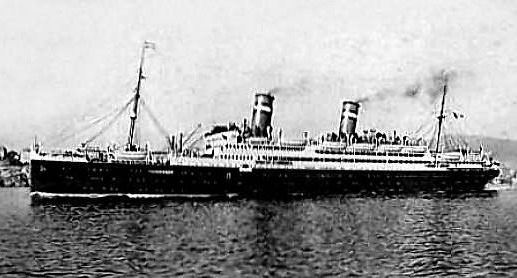
O Conte Rosso, transatlântico da empresa italiana de navegação Lloyd Sabaudo, foi inaugurado em 1922 com a rota Gênova-Nápoles-Montevidéu-Buenos Aires

Com a entrada da Itália na Primeira Guerra Mundial, o fluxo migratório foi reduzido e até mesmo alguns italianos residentes no Uruguai se alistaram. Em 11 de novembro de 1918, no Uruguai, foi celebrada a assinatura do armistício que marcou o fim da guerra. Como disse o ministro do Uruguai na Itália, Manuel Bernardez depois da guerra, entre os países das Américas "em nenhum como no Uruguai a italianidade floresce com tanto orgulho" e acrescentou que "dos empréstimos de guerra italianos, o Uruguai era o país sul-americano que se alistou com as maiores percentagens per capita". As ótimas relações entre os dois países durante esse período aumentaram com a chegada à presidência de José Serrato em 1922, filho de um imigrante italiano, e do ministro das Relações Exteriores, Pedro Manini, também de pai italiano. Em 1923, o "acordo sobre a abolição dos vistos de passaporte" foi assinado. Com a ascensão do fascismo na Itália, o número de emigrantes mo porto de Montevidéu não foi notável; durante a década de 1920, 18.830 imigrantes chegaram ao Uruguai.

Em 1931, ele começou o mandato - como presidente primeiro e depois como ditador - do conservador Colorado Gabriel Terra, de origem italiana, que dois anos depois estabeleceu um regime autoritário e se aproximou da Itália de Benito Mussolini e da Alemanha de Adolf Hitler. A chegada ao poder de Terra foi bem recebida pelo diplomata fascista Serafino Mazzolini. O escritor Hubert Herring, em seu livro "A History of Latin America", descreveu o mandato de Terra como "um dos mais gentis despotismos", acrescentando que "os comunistas e outros agitadores de esquerda eram brutalmente tratados, mas os ataques à liberdade de expressão e à imprensa eram raros". Apesar de manifestar admiração pelo regime de Mussolini, Terra veio a declarar: "O Uruguai não precisa e nunca precisará do procedimento do fascismo", defendendo o trabalho dos dois partidos tradicionais do país sul-americano. Sob a ditadura de Terra, se tentou imitar algumas das características corporativas e políticas do fascismo italiano, medidas foram tomadas para restringir a imigração, e foi iniciada a construção da represa hidrelétrica de Rincón del Bonete no rio Negro - financiada principalmente pelos governos da Itália e da Alemanha. Além disso, vários acordos comerciais foram assinados que favoreceram a exportação de produtos uruguaios para a Itália.
A Itália não esquece que seus filhos sempre encontraram constante hospitalidade e solidariedade fraternal no Uruguai. Os laços culturais e econômicos também trarão uma intensificação das trocas sob a inspiração de nossa civilização latina, que é uma fonte inesgotável de progresso. - Benito Mussolin,i L'Italiano, agosto de 1938.
A colônia italiana estava dividida entre apoiadores e opositores de Mussolini. Em 1935, durante a Segunda Guerra Ítalo-Etíope, voluntários italianos e ítalo-uruguaios faziam parte da Legião 221 da Fasci Italiani all'estero, também composta por voluntários da Argentina e Brasil, e conduzida por Piero Parini. O primeiro grupo de voluntários retornaram para o porto de Montevidéu em 21 de Outubro 1936, o diplomata Mazzolini tinha formado uma organização fascista que, em 1937. tinha 1.100 membros. Segundo Juan Oddone, as tentativas de Mazzolini de "fascistizar" a comunidade italiana no Uruguai "tropeçaram no momento com as idiossincrasias liberais e republicanas, tão enraizadas nas tradições de Garibaldi da primeira fase da imigração" e "tampouco puderam operar na terra sempre fértil dos italianos recém-chegados, dadas as muito pequenas contribuições migratórias registradas nos últimos anos".
O sucessor de Terra foi Alfredo Baldomir Ferrari - também de ascendência italiana -,  que governou entre 1938 e 1943. Na Segunda Guerra Mundial, o Uruguai - até então neutro - rompeu relações diplomáticas, comerciais e financeiras com a Itália e os países do Eixo em janeiro de 1942, logo após o ataque a Pearl Harbor. A língua italiana ganhou considerável importância no Uruguai durante aqueles anos, em 1942, sob a presidência de Baldomir Ferrari, seu estudo tornou-se obrigatório no ensino médio. Enquanto isso, na Itália, devido ao excesso de população rural, a falta de emprego e as dificuldades causadas pela guerra, o fluxo migratório de italianos para o Uruguai foi retomado. Em 1952, um acordo de emigração entre os dois países foi assinado em Roma pela primeira vez com o objetivo de "aumentar e regulamentar", levando em conta o pedido de trabalhadores por parte do Uruguai e a mão de obra disponível na Itália, para cobrir principalmente a necessidade de mão de obra agrícola. Para entrar no país, o trabalhador era obrigado a ter uma condição física saudável, boa conduta, profissão ou ofício e uma certa quantia de recursos econômicos necessários para seu sustento, tendo que permanecer por um período mínimo de trinta meses no setor de trabalho para o qual ele havia sido admitido; por outro lado, os trabalhadores italianos tinham os mesmos direitos que os uruguaios e o governo uruguaio encarregou-se de sua hospedagem e manutenção até quinze dias após seu desembarque.
Oddone definiu o período entre 1930 e 1955 como uma fase de "imigração tardia". Terminada a Segunda Guerra Mundial, essa migração caracterizou-se pela chegada de imigrantes qualificados e principalmente da Sicília e da Calábria. Já na década de 1960 o fluxo de migração parou e o Uruguai passou de país receptor a país de emigrantes.

## Características da comunidade italiana

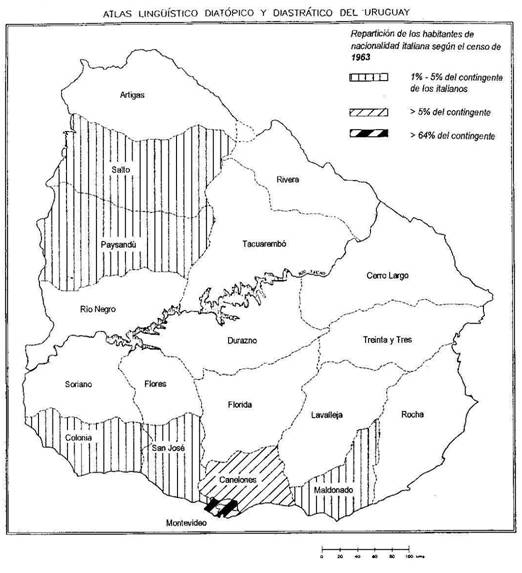
O censo de 1963 indicou uma maior concentração de italianos na capital do país

Embora no século XX a emigração italiana para o Uruguai tenha caído, em 1976 os uruguaios de ascendência italiana estavam perto de um milhão e trezentos mil (mais de 40% da população total, incluindo os ítalo-argentinos que viviam no Uruguai). Em 1996, fontes italianas estimaram que cerca de um milhão de uruguaios tinha algum grau de ascendência italiana. Uma nota jornalística de 2017 publicada pelo jornal El País do Uruguai estimou que 40% da população uruguaia era de ascendência italiana, afirmando que "os potenciais ítalo-uruguaios superam um milhão e meio". Levando em conta esses números, essa porcentagem de pessoas de origem italiana é a mais alta do mundo. De acordo com um estudo realizado em 1992, 38% dos uruguaios tinham um sobrenome italiano. Em um artigo publicado pelo jornal uruguaio La República em 2014, a maior concentração de descendentes de italianos foi encontrada em Montevidéu e Paysandú, onde cerca de 65% dos habitantes eram de origem italiana.
Com relação aos nascidos na Itália, os números dos censos do Instituto Nacional de Estatística uruguaio indicavam que, em 1996, os italianos somavam dez mil e eram 11% de todos os imigrantes no Uruguai, atrás de argentinos, espanhóis e brasileiros. No censo de 2011, o percentual de imigrantes italianos caiu para 7,2%. Embora o número de imigrantes tenha diminuído, o número de cidadãos italianos - a maioria cidadãos uruguaios de dupla nacionalidade - que vivem no Uruguai aumentou após o século XXI, quando no contexto da crise econômica sofrida pelo país muitos uruguaios obtiveram cidadania para emigrar para o exterior com o passaporte italiano. Em 2005, os cidadãos italianos registrados na Chancelaria Consular da Itália em Montevidéu eram 60.000, em 2014 eram 108.000 e em 2017 chegaram a 115.000 pessoas. Em 2018 havia 122.000 cidadãos italianos, dos quais cinco mil deles nasceram na Itália.

### Assentamentos
Já em 1815, a cidade de Carmelo (Colônia) contava com a presença de imigrantes italianos, que seguiriam chegando em grande número nas décadas seguintes. Em 1855, um processo de colonização nas zonas agrícolas de Carmelo começou a se desenvolver, onde famílias italianas e francesas fundaram Colonia Estrella, uma comunidade cuja população era formada por 80% dos italianos. De acordo com um relatório jornalístico de 2018, 60% da população de Carmelo tinha ascendência italiana. Em 1858, os valdenses do Piemonte rural fundaram Colonia Valdense e essa comunidade permaneceu etnicamente e culturalmente homogênea por décadas até a década de 1960, quando a área começou a se urbanizar. Em meados de 1883 foi fundada a cidade de Nico Pérez (Florida), que entre seus primeiros habitantes tinha imigrantes da península. Entre os anos de 1879 e 1891 a empresa de Francisco Piria La Comercial - de dá nome do bairro da cidade - fracionou e vendeu lotes de terrenos na periferia de Montevidéu que foram ocupados principalmente por trabalhadores imigrantes, a área foi dividida em pequenos bairros que tinham nomes como Caprera, Vittorio Emanuel II, Nova Gênova, Garibaldino, Nova Roma, Nova Savona, Nova Nápoles, italiana, Bella Italia, Umberto I, o Italiano. As ruas também traziam nomes de personalidades italianas e nas praças os bustos da Casa de Sabóia ou de Giuseppe Garibaldi podiam ser vistos. Por exemplo, Umberto I fora criado em 1890 entre os bairros Unión e Buceo, as ruas do bairro evocavam protagonistas da Unificação da Itália como Cavour, Garibaldi, Giuseppe Mazzini ou Massimo d'Azeglio, ou nomes de italianos que fizeram história no Uruguai, como o militar Francesco Anzani.
De acordo com o censo nacional de 1860 - excluindo os departamentos de Paysandú e Maldonado -, 76% dos italianos residiam no departamento de Montevidéu, eram 13% da população total da capital, o que marcava uma maior urbanização em relação a outros grupos, como os nascidos no país ou os espanhóis - dos quais apenas 43,7% viviam na capital -, mais dispersos entre os demais departamentos do território. Os italianos estavam distribuídos por toda Montevidéu e alcançaram percentuais significativos em relação à população total de áreas como Cerrito de la Victoria (21%), Peñarol (20,5%) e Cordón (17%). As zonas de maior concentração eram a Ciudad Vieja e a Cidade Nova (Centro), onde viviam 39% e 25%, respectivamente, de todos os italianos do departamento. Durante as décadas seguintes, a maioria dos imigrantes italianos continuaria em Montevidéu. Em 1900, 39,40% deles viviam na capital e em 1908 o percentual havia subido para 42,74%.
| Ano | Montevidéu | Área Oeste (1) | Área Central (2) | Área Leste (3) |
| --- | ---------- | -------------- | ---------------- | -------------- |
| 1860 | 74,27 %    | 14,63 %        | 8,46 %           | 2,64 %         |
| 1879 | 37,47 %    | 24,88 %        | 23,69 %          | 13,95 %        |
| 1908 | 64,31 %    | 17 %           | 14,41 %          | 4,28 %         |
| 1 Colonia, Soriano, Río Negro, Paysandú, Salto e Artigas. O número de italianos que viviam em Paysandu e Río Negro no ano de 1860 é desconhecido. 2 Canelones, San José, Florida, Durazno e Lavalleja. 3 Tacuarembó, Rivera, Cerro Largo, Treinta y Tres, Rocha e Maldonado. |            |                |                  |                |

Na década de 1880, a comunidade italiana do departamento de Florida tinha 940 pessoas, 4,5% da população do departamento; a presença italiana era mais relevante na cidade homônima, onde no final do século o centro urbano tinha um bairro chamado "o bairro italiano" composto principalmente de trabalhadores dessa origem. A área rural com a maior concentração de italianos era em Canelones, onde as fazendas mais importantes estavam localizadas, que chegaram a 5.700 imigrantes em 1891. Outras das comunidades mais numerosas em torno de 1900 estavam instaladas em Colônia (3.900), Paysandú (3.600) e Salto (2.300).

### Regiões de origem e ocupação

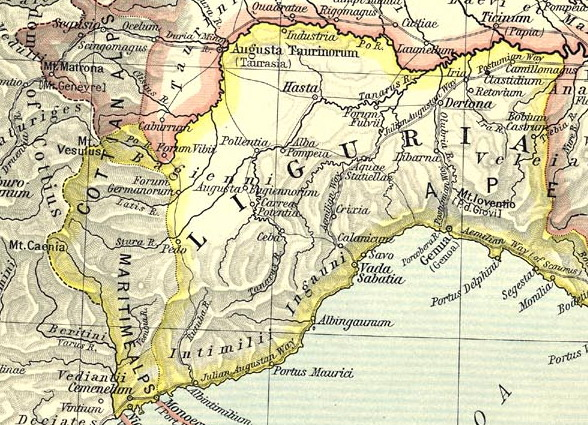
Os imigrantes da Ligúria, uma região localizada no noroeste da Itália, começaram a chegar ao Uruguai antes de 1840 e em meados do século XIX eram o grupo regional mais numeroso.

Os números da década de 1850 indicam que quase 30% dos homens italianos em Montevidéu estavam engajados no comércio, 45% eram artesãos ou trabalhadores independentes e 22,2% estavam empregados. Em 1860, a Cidade Velha era o centro comercial e político do país; estima-se que 33% dos trabalhadores italianos estavam envolvidos em tarefas não manuais - principalmente no comércio -, 30% estavam envolvidos em trabalho manual qualificado e 19% não eram qualificados; embora os registros não incluíssem informações sobre as regiões de origem desses imigrantes, predominavam os sobrenomes da Ligúria. Além disso, um cônsul italiano na época disse que dos capitães, marinheiros, carpinteiros e outros estivadores "quase todos pertencem a uma ou outra das costas da Ligúria". Um censo que mediu os italianos no exterior conduzido em 1871 confirmou que o maior grupo regional era da Ligúria e que a maioria deles ainda estava em Montevidéu. Na cidade de Colônia do Sacramento, 14% se dedicavam à agricultura, enquanto o restante permaneceu em áreas urbanas, onde os trabalhos mais comuns eram os de pedreiro e carpinteiro; apenas 10,4% deles vieram do sul da Itália.
Até a década de 1870, a imigração liguriana havia prevalecido e o Uruguai havia recebido um número de imigrantes semelhante ao da Argentina e um número maior que o do Brasil, porém, com a chegada em massa dos italianos ocorrida desde então, a Ligúria deixou de ser a principal região de origem dos imigrantes e a chegada destes foi compartilhada entre outras nações sul-americanas. As regiões de proveniência dos italianos foram diversificadas: artesãos, decoradores e pintores de Emília-Romanha e Marcas chegaram, os primeiros escultores de arte funerária chegaram da Toscana e os fazendeiros do Piemonte chegaram. Além disso, chegaram trabalhadores da Basilicata e da cidade de Nápoles, que ganhavam a vida no interior do país como agricultores, pastores ou lenhadores. Outras das ocupações mais comuns que eles representavam na capital eram vendedores ambulantes de sucata, frutas ou legumes, latoeiro, carvoeiro, coletor de lixo, engraxador e acordeonista. Segundo dados do ano de 1885, cerca de 60% dos imigrantes vinham do norte da península italiana. A maioria, 32%, emigrou da Ligurina, enquanto 28% vieram das regiões do sul, 14% da Lombardia, 10% do Piemonte, 4% de Veneto, Tirol e Friuli e 12% de outros regiões. Entre 1854 e 1863, dos 47.000 emigrantes que deixaram a Ligurina, mais de 31.000 foram para a América do Sul. Contudo, dos italianos desembarcados entre 1882 e 1886, 53% vieram das regiões sul ou insulares. Enquanto os lígures, estabelecidos há muito tempo na capital, tendiam a acumular pequenas e grandes empresas, os italianos do sul ocupavam empregos como sapateiros, operários, vendedores ambulantes de frutas, sapateiros ou trabalhadores. Em 1889, foi realizado um censo na indústria de Montevidéu que indicava que das 2355 indústrias registradas no departamento, 45,5% - ou seja, 1.072 estabelecimentos, muitos deles modestos escritórios de artesãos - pertenciam a italianos.
| Região                                                                                           | 1882-1886     | 1887-1891*     | 1892-1896     | 1897-1901    | 1882-1901      |
| ------------------------------------------------------------------------------------------------ | ------------- | -------------- | ------------- | ------------ | -------------- |
| Piemonte                                                                                         | 335 (6,1 %)   | 1055 (10,3 %)  | 677 (12,7 %)  | 335 (6,4 %)  | 2402 (9,1 %)   |
| Lombardia                                                                                        | 718 (13,1 %)  | 2982 (29,1 %)  | 371 (7 %)     | 129 (2,5 %)  | 4200 (16 %)    |
| Ligúria                                                                                          | 1260 (23 %)   | 590 (5,8 %)    | 1365 (25,6 %) | 401 (7,7 %)  | 3616 (13,8 %)  |
| Vêneto                                                                                           | 43 (0,8 %)    | 381 (3,7 %)    | 119 (2,2 %)   | 14 (0,3 %)   | 557 (2,1 %)    |
| Emília-Romanha                                                                                   | 32 (0,6 %)    | 590 (5,8 %)    | 78 (1,5 %)    | 87 (1,7 %)   | 787 (3 %)      |
| Toscana                                                                                          | 166 (3 %)     | 240 (2,3 %)    | 88 (1,6 %)    | 259 (5 %)    | 753 (2,9 %)    |
| Marcas                                                                                           | 35 (0,6 %)    | 383 (3,7 %)    | 25 (0,5 %)    | 13 (0,2 %)   | 456 (1,7 %)    |
| Lácio                                                                                            | –             | 1              | –             | –            | 1              |
| Úmbria                                                                                           | –             | –              | 1             | 3 (0,1 %)    | 4              |
| Abruzos/Molise                                                                                   | 12 (0,2 %)    | 123 (1,2 %)    | 60 (1,1 %)    | 61 (1,2 %)   | 256 (1 %)      |
| Campânia                                                                                         | 876 (16 %)    | 2029 (19,8 %)  | 2071 (38,8 %) | 2964 (57 %)  | 7940 (30,2 %)  |
| Apúlia                                                                                           | 1             | 62 (0,6 %)     | 7 (0,1 %)     | 8 (0,2 %)    | 78 (0,3 %)     |
| Basilicata                                                                                       | 1451 (26,5 %) | 1207 (11,8 %)  | 118 (2,2 %)   | 548 (10,5 %) | 3224 (12,7 %)  |
| Calábria                                                                                         | 519 (9,5 %)   | 524 (5,1 %)    | 265 (5 %)     | 242 (4,7 %)  | 1550 (5,9 %)   |
| Sicília                                                                                          | 25 (0,5 %)    | 93 (0,9 %)     | 93 (1,7 %)    | 137 (2,6 %)  | 348 (1,3 %)    |
| Sardenha                                                                                         | –             | –              | –             | –            | –              |
| Total                                                                                            | 5473 (100 %)  | 10 260 (100 %) | 5338 (100 %)  | 5201 (100 %) | 26 272 (100 %) |
| Fonte: Statistica dell'emigrazione, Roma, 1882-1902 / *Os dados do ano de 1891 são desconhecidos |               |                |               |              |                |

Embora não tenha sido realizado um censo nacional durante os últimos vinte anos do século XIX, as cifras dos italianos em Montevidéu foram coletadas: em 1884 eram 32.829 - 20% da população total - e em 1889 eram 46.991 - 22%. A partir de 1890, a corrente migratória passou a ser composta pela maioria dos imigrantes das regiões sul e insular, tendência que se manteria até a década de 1920. Uma pesquisa realizada em 1906 pela colônia italiana de Salto mostrou que 59,86% eram nativos do norte da Itália, 19,10% para o centro e 17,10% para o sul. Em uma pesquisa semelhante também realizada em Salto para divulgar a tendência ocupacional, foi revelado que 35% dos entrevistados estavam envolvidos no comércio, 25% na agricultura, 28% na indústria e artesanato e 12% estavam envolvidos em outras tarefas. Entre os italianos do norte, a maioria eram comerciantes (50%) e agricultores (19%), números semelhantes aos italianos no centro que eram principalmente agricultores (50%), dependentes (25%) e comerciantes (21%). Em contraste, os imigrantes do sul eram artesãos (56%), comerciantes (22%) e agricultores (15%). Após a sua chegada ao porto de Montevidéu, no início do século XX, os trabalhadores mais procurados eram diaristas, artesãos, costureiros, cozinheiros, pedreiros, carpinteiros e sapateiros. Durante a última década do século XIX, a tendência dos italianos era ganhar a vida fazendo um ofício, dedicando-se ao comércio e trabalhando de forma independente. Além disso, um grande número de italianos investiu suas economias na construção de suas próprias casas e na compra de terras.

### Família

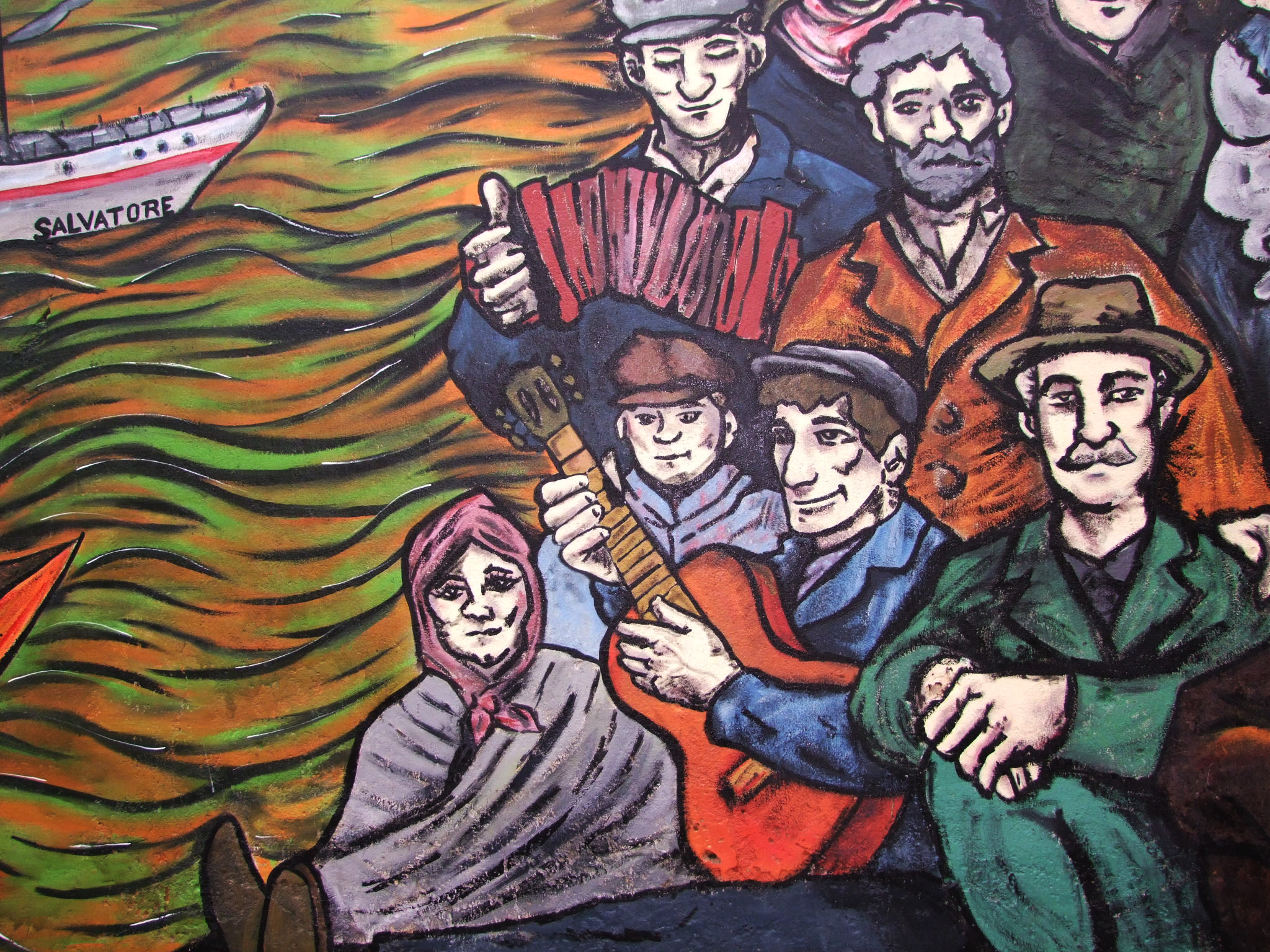
Mural em homenagem aos imigrantes em Carmelo

Em todos os períodos, a maioria dos imigrantes eram homens, embora a porcentagem de mulheres aumentasse à medida que a população envelhecia, devido a uma maior expectativa de vida das mulheres. Por volta da década de 1860, as famílias italianas eram nucleares ou extensas, e eram composta de uma média de 5,1 membros, um número igual ao das famílias crioulas. Em comparação com os crioulos, dentro da comunidade italiana havia, em porcentagem, mais famílias nucleares e menos famílias numerosas. Normalmente, as famílias extensas incluíam parentes que acabavam de chegar ao país. Havia poucos que moravam sozinhos e, entre a comunidade de imigrantes, era comum os indivíduos do mesmo comércio dividirem residências: padeiros, sapateiros ou artesãos podiam morar com seus empregadores, num período em que havia pequenos negócios dentro de prédios habitacionais.
Quanto ao casamento, a idade média dos homens italianos na época do casamento era de 28 anos, enquanto a das mulheres era de 21,3 anos - mais avançada que a dos crioulos. Dentro dos grupos de imigrantes mais importantes, os franceses eram os mais propensos a casar com pessoas de fora de sua comunidade, mas os espanhóis e italianos tendiam a ser endogâmicos; os italianos, inclusive, celebravam grande parte de seus casamentos entre casais procedentes da mesma região (47,9%). Como o número de homens estrangeiros era maior que o número de mulheres estrangeiras, a possibilidade de eles se casarem dentro de sua comunidade era limitada e, portanto, era mais comum que homens italianos se casassem com crioulas ou outras mulheres. nacionalidade As mulheres italianas, por outro lado, geralmente se casam com homens da mesma origem. Caso contrário, elas se casaram com homens de outras nacionalidades, mas também com estrangeiros e muito poucas se casavam com homens crioulos. Das mulheres italianas que se casaram entre os anos de 1860 e 1870, apenas 3,5% o fizeram com um homem nascido no Uruguai, 10,4% com homens imigrantes de outra nacionalidade e os 86% restantes se casou com um italiano.

## Discriminação e assimilação
Durante o processo de industrialização e a chegada em massa de imigrantes ao Uruguai, alguns setores da sociedade local não receberam bem os italianos. Enquanto os franceses e ingleses eram considerados "avançados", houve rejeição dos italianos devido a diferenças culturais, origens humildes ou sucesso econômico de alguns. Assim, termos depreciativos como "tano" - referindo-se aos napolitanos -, "gringo", "bachicha", "musolino", "goruta" ou "yacumino" surgiram, e o estereótipo do italiano foi representado em peças jocosas, conhecidas como sainetes. A rejeição não era apenas vivida na cidade, a chegada dos trabalhadores italianos no campo era percebida como uma "invasão" para os crioulos ali estabelecidos, levando à violência e até ao assassinato de imigrantes. Um diplomata francês escreveu em 1868 que os napolitanos "fiéis às práticas da Camorra ou do banditismo, se amontoam em favelas infectadas e ocupam a polícia".
Em 1882, Raffaele Volpi e Vincenzo Patroni, dois imigrantes de Padula, foram presos e acusados de participar do roubo de uma casa de câmbio e do assassinato de um empregado. O incidente teve ampla cobertura na imprensa da época, que reconstruiu a história do crime mesmo quando os réus - erroneamente rotulados como napolitanos - não haviam sido julgados. Também foi relatado que os dois detidos - e um terceiro de origem nacional - haviam sido torturados pela polícia. Os médicos especialistas atribuíram os ferimentos dos detentos à tortura sofrida pela prisão durante três dias, espancamentos, queimaduras e cortes, que causaram tanto cicatrizes, paralisia dos braços e perda de molares. Isso causou tumulto na comunidade italiana que residia no Uruguai e as autoridades do Reino da Itália romperam relações diplomáticas com o país sul-americano; a situação poderia terminar num conflito bélico quando a frota de guerra italiana "Caracciolo", localizada na baía de Montevidéu, ameaçou disparar seus canhões em direção à capital. Finalmente os dois prisioneiros foram libertados por falta de provas.
No século XX, a percepção negativa dos italianos pela sociedade crioula começou a desaparecer. Para Juan Oddone "a resistência ao imigrante e a rejeição de sua visão imediata do mundo foram atenuadas ao ponto de sua gradual imposição econômica e social" e "essas mudanças são aceleradas quando as primeiras gerações de descendentes uruguaios de italianos aprofundam o processo de promoção social". Alguns fatores que ajudaram a assimilação cultural dos imigrantes italianos foram os casamentos mistos e o acesso livre e compulsório ao ensino primário. Deste modo houve um "acrioulamento" dos italianos, que imitavam os costumes, comportamento, hábitos alimentares e linguagem da população local. No que diz respeito ao modo de falar, os historiadores Renzo Pi Hugarte e Daniel Vidart escreveram: "O cocoliche contribuiu para transformar a 'orientalidade', de antigas raízes hispânicas e rurais, em uma 'uruguaidade', um caldeirão de etnias mediterrâneas fundidas pela alquimia dos grandes centros urbanos".
No entanto, em outros períodos, como durante o segundo período do pós-guerra, o sentimento de italianidade ficou mais forte. Depois do choque cultural entre a primeira onda de imigrantes e a sociedade crioula, muitas características tradicionais italianas foram adotadas pela população uruguaia, produzindo uma italianização e ajudando a facilitar a integração de imigrantes que chegaram mais tarde. O jornal La Mañana destacou a importante influência italiana na história, etnia, caráter e cultura do Uruguai, e afirmou que "é difícil encontrar qualquer aspecto de nossa sociedade em que o legado dessa cultura mediterrânea não possa ser rastreado".

## Influência
A imigração italiana influenciou a cultura uruguaia, principalmente na língua, gastronomia, arquitetura, religião e música. O antropólogo Renzo Pi Hugarte afirmou que a presença italiana no Uruguai "deixou marcas profundas em sua cultura popular, a tal ponto que os elementos que vieram a distingui-la geralmente são percebidos como originários desses lugares e não como adaptações de modelos itálicos". Muitas personalidades da história cultural uruguaia são italianas ou descendentes de italianos. Francisco Piria, filho de imigrantes genoveses, tornou-se um dos principais fabricantes do país e até criou um balneário que ainda leva seu nome, Piriápolis. Em 2009, María Lucía Cardarello Rebellato, nascida em Canelones, conquistou a medalha de ouro no concurso de descendentes dos italianos Regina Italia nel Mondo.

### Idioma

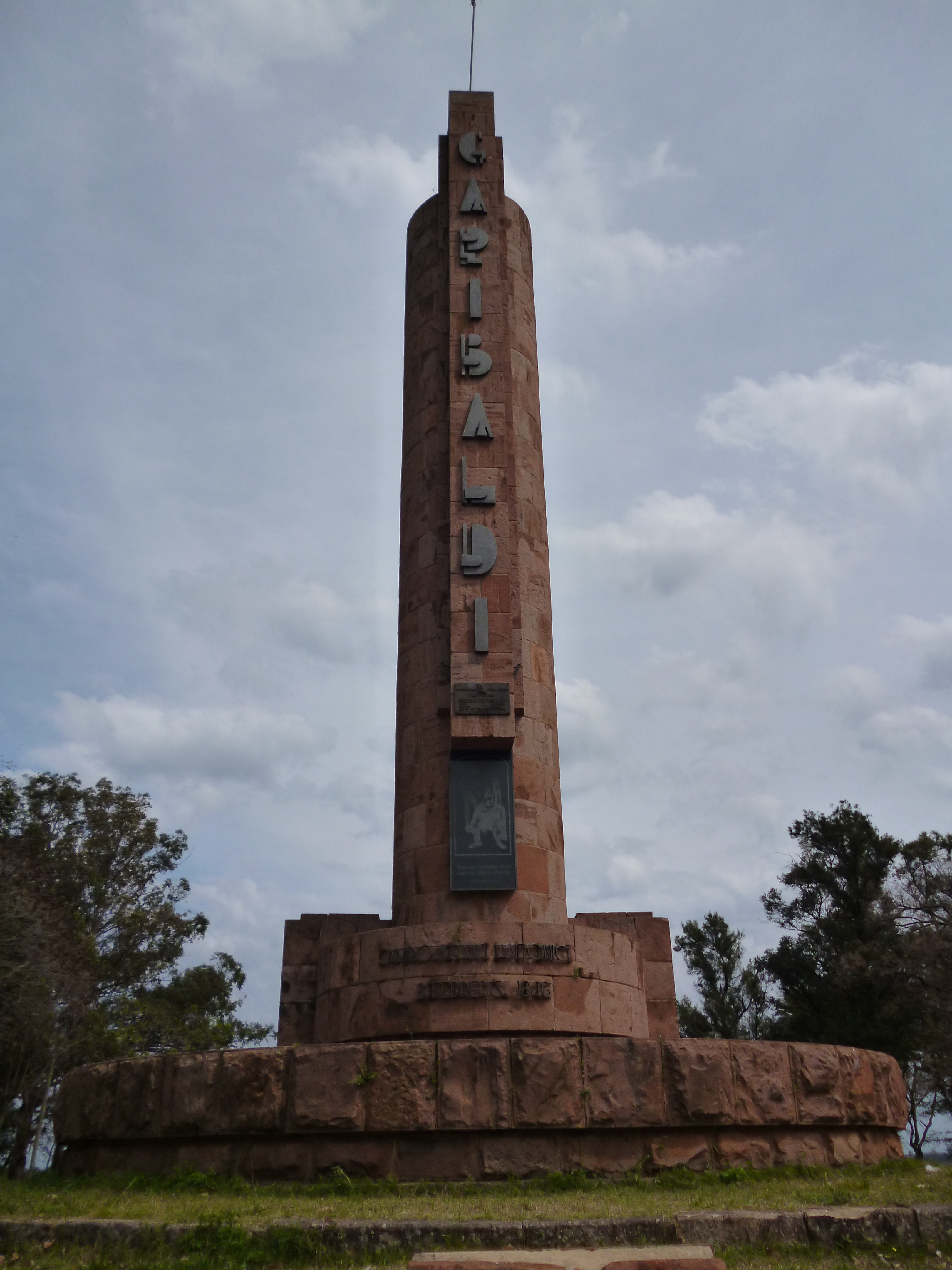
Monumento construído em 1934 em homenagem a Giuseppe Garibaldi, no departamento de Salto, mesclando os estilos arte déco, futurista e fascista, projetado pelo arquiteto florentino Giovanni Veltroni

Em 1843, durante o Cerco de Montevidéu, o grupo de teatro "Aficionados Italianos" foi formado - e permaneceu ativo até 1848 -  representando obras italianas, como Saul por Vittorio Alfieri; depois na década de 1880 outros atos teatrais atuaram como "O Clube Dramático Italiano", "Aspirazioni Drammatiche" e a "Companhia Dramática Italiana" que realizavam frequentemente versões em italiano de Otelo e Hamlet.
 

Tal foi a proliferação de peças teatrais estrangeiras na capital uruguaia que algumas obras de dramaturgos uruguaios foram traduzidas para serem lançadas em francês ou italiano, como Samuel Blixen que estreou em italiano sua obra Un cuento del tío Marcelo ou Florencio Sánchez que estreou e chegou a atuar nessa língua. O escritor uruguaio Juan Carlos Sabat Pebet explicou:
As repetidas temporadas de grandes e pequenos grupos italianos dão a tônica que o público de Montevidéu desfruta, entende e captura as nuances da língua dantesca. [...] Não só os italianos e crianças dessas pessoas se reuniam em barracas e reuniões, mas pessoas de outra origem e uma variedade de condições sociais. O que mostra que o teatro foi a primeira e mais direta cátedra de italiano criada espontaneamente, diríamos, no país. 
Dada a sua baixa escolaridade, os primeiros imigrantes que chegaram na segunda metade do século XIX costumavam falar a língua ou o dialeto de sua região de origem e um produto de língua franca da mistura de mais de um dialeto. Foi com a cidade de Montevidéu sitiada e décadas antes da unificação da Itália, quando a ideia da unidade italiana e o uso de uma linguagem comum começou a ser promovida no território uruguaio. A integração desses imigrantes na vida social uruguaia foi facilitada pela proximidade linguística com a língua espanhola. Uma vez estabelecida, a conservação do italiano ao longo do tempo dependia de vários fatores, como idade, conformação familiar, nível cultural, tipo de trabalho realizado, ligações com a pátria ou tradições. Por sua vez, após a independência, o Estado uruguaio planejou um país linguisticamente homogêneo e suas políticas de alfabetização em espanhol desencorajaram o bilinguismo. Estudos realizados pela Universidade da República do Uruguai indicaram que os imigrantes usavam sua língua materna e o uso do espanhol era influenciado por isso, a geração seguinte - nascida no Uruguai - aprendeu italiano na família, mas não interferiu no uso do espanhol e a terceira geração perdeu a língua ou dialeto de seus antepassados e falava um espanhol igual ao da população local. Essas investigações também sugeriram que a língua italiana foi perdida mais rapidamente no Uruguai do que em outros lugares, como Nova Iorque, já que os italianos no Uruguai foram mais facilmente assimilados. Para o linguista uruguaio Adolfo Elizaincín, era comum que os filhos dos imigrantes abandonassem a linguagem de seus pais. Isto pode ser devido a causas como a falta de escolas italianas ou casamentos formados entre italianos e membros de fora daquela comunidade. As primeiras gerações nascidas no Uruguai poderiam rejeitar a linguagem de seus pais na tentativa de ascender socialmente, o que estava relacionado a um bom uso da língua espanhola. O escritor italiano Vincenzo Lo Cascio refletiu sobre isso:
Durante décadas, os descendentes de italianos sempre consideraram sua linguagem como um símbolo da geração anterior e, ao mesmo tempo, como símbolo de pertencer a uma categoria social mais baixa. A isso se deve acrescentar a ausência de estudos da língua italiana e com isso a completa absorção pela cultura espanhola.
Como resultado da mistura lingüística entre dialetos italianos e espanhóis, nasceu o cocoliche, jargão falado em cortiços por imigrantes italianos do Rio da Prata no final do século XIX e início do século XX. O termo "cocoliche" surgiu de do romance Juan Moreira pelo escritor argentino Eduardo Gutiérrez, transformado em uma peça em 1886 pelo filho uruguaio de napolitanos José Podestá. Um dos personagens de Juan Moreira era Francisco (Cocoliche), um estereótipo do imigrante do sul da Itália, cômico por sua maneira de se vestir, se comportar e falar, por exemplo, uma de suas falas dizia: "Mi quiamo Franchisque Cocoliche, e songo cregollo gasta gue de la taba e la quill de la caracuse, amique". O personagem popular foi inspirado em Antonio Cocolicchio, funcionário da companhia de teatro onde Podestá trabalhou: "Certa noite, meu irmão Jerónimo estava de bom humor, começou a brincar com Antonio Cocoliche, um peão calabrês da empresa, muito amordaçado, durante a festa rural de Juan Moreira, brincando com ele e fazendo-o falar. Essa foi uma nova cena, foi muito divertida e chamou a atenção do público e até dos artistas ", explicou Podestá.

A autora Carol A. Klee indicou que "somente o falavam o cocoliche falantes nativos italianos que estavam em processo de adquirir o castelhano e não o transmitiam para seus filhos". Da mesma forma, os escritores José Gobello e Marcelo Oliveri afirmaram que "O primeiro esforço a ser entendido levou ao cocoliche, a linguagem da transição. Os imigrantes falaram. O segundo esforço, o dos filhos dos imigrantes, levou ao lunfardo". Surgido nos bairros de classe baixa do Rio da Prata durante a segunda metade do século XIX, o lunfardo era outro jargão que combinava o espanhol com palavras de origem estrangeira, principalmente de dialetos italianos. Ao longo dos anos, o uso de alguns termos lunfardo estendeu-se às classes sociais superiores que anteriormente rejeitavam o jargão. A origem da palavra "lunfardo" não é conhecida com certeza, mas especula-se que ela possa derivar de "lumbardo" ou "lombardo". A imigração italiana influenciou grandemente o espanhol rio-platense, a ponto de se tornar a variante do espanhol com mais italianismos. Palavras italianas como «chau», «guarda», «atenti», «minga», «laburo»,«facha» ou «gamba» passaram a fazer parte do vocabulário do Rio da Prata; além disso, sufixos diminutivos ou depreciativos foram adicionados.
A isso, cabe acrescentar os italianismos sintáticos introduzidos em espanhol, bem como as modalidades de pronúncia que diferem claramente das do espanhol na Espanha e do espanhol em outras partes da América. Este modo de falar, cheio de italianismos e palavras, torções e expressões idiomáticas ou lunfardo, levou à piada generalizada de que os rioplatenses são, na realidade, italianos que falam em espanhol.
A imigração valdense a Colônia trazia consigo o patoá, que, embora substituído pelas gerações espanholas, devia ser conservado como uma "língua étnica". Acompanhando o fluxo migratório que vinha da Itália, também chegavam padres; enquanto alguns deles usavam o italiano para pregar, outros com o passar do tempo também ofereciam seus serviços em espanhol. Por volta de 1880, os padres salesianos usavam o latim, uma prática que foi abandonada devido a sua dissonância com a língua local. Os emigrantes italianos que desembarcaram no período do pós-guerra costumavam ter um nível de educação superior ao da primeira onda migratória e, em comparação, falavam um italiano mais formal, podendo diferenciá-lo do espanhol e evitar misturas linguísticas. Além de falar seus dialetos regionais, eles costumavam ter - em maior ou menor grau - conhecimento dos italianos padrão. Este é o caso dos valdenses, que falavam o patoá, o francês e, em menor medida, o italiano. Isso estava relacionado à situação na Itália, onde o italiano padrão estava sendo imposto como uma linguagem comum para todas as classes sociais e o uso de dialetos foi gradualmente sendo perdido. Embora a disseminação do italiano padrão estivesse em ascensão, seu uso ainda não estava totalmente estabelecido e uma versão informal e informal do mesmo, o "italiano popolare", não havia sido desenvolvida, de modo que os imigrantes elaboraram sua "variedade própria do italiano popolare fora do país de origem, quando foram forçados a usar efetivamente essa linguagem em interações orais informais com italianos de outras origens regionais".
A importante presença de imigrantes no território uruguaio deu origem à imprensa escrita em italiano, que ocorreu principalmente a partir de meados do século XIX até a década de 1940. Entre as décadas de 1960 e 1970, os programas de rádio apareceram em italiano: "a RAI recorria a apresentadores, atores e dubladores que pudessem, assim, ajudar também a não perder a pronúncia da bela língua ", disse o jornalista ítalo-uruguaio Federico Guiglia. Alfredo Baldomir, presidente do Uruguai, decretou em 1942 o estudo compulsório do idioma italiano nas escolas secundárias. Da mesma forma que com os ítalo-americanos, nos descendentes de terceira e quarta gerações houve um ressurgimento de interesse em suas raízes italianas. A Scuola Italiana di Montevideo, fundada em 1886, foi originalmente responsável por ensinar a cultura e a língua italiana aos descendentes de italianos. Sua influência diminuiu na década de 1970, quando a instituição se mudou do centro da capital para Carrasco, longe da comunidade italiana e visando um corpo discente de alta classe. Desde 1991, o Centro Assistenza Scolastica Italia-Uruguay (Casiu) acrescentou o ensino de italiano em mais de setenta escolas públicas uruguaias, atingindo cerca de 14.000 alunos no quarto, quinto e sexto ano do ensino fundamental. Em 2006, o Conselho de Educação Secundária decidiu suprimir o estudo da língua italiana nas escolas secundárias, o que gerou críticas por parte dos cento e cinquenta professores que na época ditaram a matéria, chegando a enviar uma carta de protesto ao presidente. O diretor do Istituto Italiano di Cultura de Montevidéu também discordou da decisão, afirmando que o italiano "é o patrimônio linguístico, conhecido ou esquecido, de 40% da população" do Uruguai. Além do Istituto Italiano di Cultura, outros Centros que têm sido encarregados de oferecer cursos de línguas são a Faculdade de Ciências Humanas e da Educação e a Sociedade Dante Alighieri.

### Política
Tradicionalmente, a comunidade italiana que residia no Uruguai apoiava o Partido Colorado. Embora o Partido Colorado favorecesse a imigração italiana, principalmente urbana e comercial, o outro partido tradicional do Estado Oriental do Uruguai, o Partido Nacional, estava mais estreitamente ligado às antigas tradições rurais espanholas. Durante a Grande Guerra, o militar Giuseppe Garibaldi formou a Legião Italiana - composta por cerca de 630 imigrantes italianos - e lutou ao lado dos colorados comandados por Fructuoso Rivera para defender a cidade dos brancos e de Buenos Aires, que eles esperavam que fossem invadir da periferia. Em 2 de junho de 1882, cinco dias antes da morte de Garibaldi, foi fundado o "Círculo Legionário Garibaldino", uma sociedade em sua honra. Por suas lutas na Itália e na América do Sul, Garibaldi foi chamado de "o herói de dois mundos" e no início do século XX, início da hegemonia política do Partido Colorado, a figura do exército italiano foi elogiada como símbolo da italianidade e do ideal de liberdade. Comemorando o primeiro centenário de seu nascimento, em 4 de julho de 1907, o então presidente do Uruguai José Batlle y Ordóñez decretou um feriado nacional e presidiu uma celebração a cerca de quarenta mil pessoas em Montevidéu. Em 1915, o sucessor presidente, Feliciano Viera - também colorado - declarou um feriado nacional em 20 de setembro. Em 20 de setembro foi realizado o evento mais importante da comunidade italiana, que também foi transmitido na Argentina e no Brasil, e naquele dia, em 1919, um festival nacional uruguaio conhecido como "o dia da Itália" também foi celebrado.
Um dos homens mais influentes durante o mandato de Batlle y Ordóñez foi Domingo Arena, escritor, advogado e político, chegando ao Uruguai aos seis anos de idade com seus pais da Calábria. Como político do Partido Colorado e  homem de confiança de Batlle, Arena ajudou a promover leis de justiça social e, segundo o historiador uruguaio Gerardo Caetano, "ele era um boêmio, um libertário. É difícil pensar nele sem pensar em liberdade. Romântico, idealista, apaixonado, ele fez a política perseguindo utopias". Outros líderes do Colorado do início do século XX eram de origem italiana, como Eduardo Lenzi ou Rómulo Rossi, entre outros, embora naquela época o número de políticos não fosse proporcional à população de origem italiana no país.
Em 1922, o candidato do Colorado, José Serrato, filho de um imigrante de Giustenice (Ligúria), foi eleito presidente. Durante o seu mandato, foi criado o Tribunal Eleitoral e inaugurado o Palácio Legislativo. Nas eleições de 1930, foi eleito outro presidente de ascendência italiana, Gabriel Terra, que em 1933 deu um golpe de estado ao mesmo tempo que permaneceu presidente de facto. Vários membros de sua administração também eram descendentes de italianos, como o ministro Pedro Manini Ríos, e uma relação próxima foi mantida com o país europeu, segundo a historiadora Ana María Rodríguez Ayçaguer "para os governantes uruguaios, a Itália não era apenas mais um país". Depois de sete anos no poder, o Terra foi sucedido por Alfredo Baldomir, também descendente de italianos.
Após as eleições de 1946 assumiu a presidência Tomás Berreta, filho de imigrantes italianos dedicados à agricultura. Berreta cumpriu suas funções entre março e agosto de 1947, antes de morrer de causas naturais e ser substituído por seu vice-presidente, Luis Batlle Berres. Em 1960, como membro do Partido Nacional, Benito Nardone presidiu o Conselho Nacional de Governo; Nardone nasceu em uma família humilde, filho de um trabalhador portuário originário de Gaeta (Lácio). Como chefe de Estado, fez uma visita oficial à Itália, onde foi recebido pelo presidente italiano Giovanni Gronchi e visitou o município de seu pai. No ano seguinte Gronchi retornou a visita ao país do Rio da Prata. Durante a ditadura cívico-militar no Uruguai (1973-1985), as forças armadas nomearam Alberto Demicheli (em 1976) e Rafael Addiego Bruno (em 1985) como presidentes de facto.
O primeiro presidente eleito pela cidadania uruguaia após a ditadura foi Julio María Sanguinetti do Partido Colorado, que governou entre 1985 e 1990, e foi reeleito em 1994. Seu bisavô era um imigrante de Gênova: "Às vezes não percebemos até que ponto os uruguaios, sendo espanhóis como somos na origem e na cultura, temos mais hábitos comportamentais típicos da família italiana. Na gastronomia, no sentido da família, na maneira como nos comportamos", disse Sanguinetti. Ele também comparou a influência das organizações italianas na política contemporânea com o que costumavam ter entre o século XIX e os anos 1930, afirmando que "então o italiano tornou-se tão uruguaio que hoje as instituições italianas existem, mas não têm força especial". Hugo Batalla, de pais calabreses, serviu como vice-presidente durante o segundo mandato de Sanguinetti; quando seu pai, Felice Battaglia, chegou ao país no final do século XIX, seu sobrenome foi registrado no escritório de imigração como Batalla.
Jorge Batlle, presidente entre 2000 e 2005, também tinha ascendência genovesa através de sua mãe. "Meu bisavô era um italiano que emigrara para a América. Na minha casa, Dante foi a coisa mais importante ", declarou. Em 2000, o governo italiano convidou vinte e nove legisladores uruguaios de origem italiana para uma conferência em Roma com o objetivo de "delinear uma política que, para a plena valorização do patrimônio histórico, econômico e cultural representado pelos italianos no mundo, possa chamar a atenção especial para os problemas que interessam às novas gerações". Em 2009, a coalizão presidencial da Frente Amplio venceu com José Mujica Cordano como presidente e Danilo Astori como vice-presidente. A família materna de José Mujica - de sobrenome Cordano e Giorello - emigrou do vale de Fontanabuona (Ligúria) para Carmelo (Colonia) em 1860.
Um fenômeno mais recente é a participação da comunidade uto-uruguaia nas eleições italianas. O direito de voto dos cidadãos italianos fora da Itália foi uma medida tomada por Silvio Berlusconi depois de ter sido eleito presidente do Conselho de Ministros da Itália em 2001. Dos 630 deputados e 315 senadores que têm o Parlamento da República Italiana, doze deputados e seis senadores são eleitos no exterior e, por sua vez, a América do Sul elege quatro deputados e dois senadores. Nas eleições de 2006 no Uruguai foi onde a maior participação foi registrada, com 64%. Em 2018, 85 mil cidadãos residentes foram qualificados para votar.

### Religião

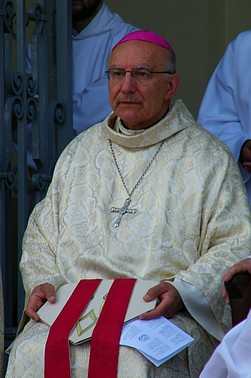
Nicolás Cotugno, nascido em Sesto San Giovanni (Milão), foi arcebispo de Montevidéu entre 1998 e 2013.

A fraca organização da Igreja Católica após a independência da Banda Oriental estimulou a chegada de religiosos da Itália que se juntariam ao clero local. As primeiras congregações religiosas católicas italianas chegaram ao Uruguai entre década de 1830 e 1859, estas chegadas foram aumentadas graças à nomeação de Jacinto Vera como vigário apostólico. Segundo documentos da Arquidiocese de Montevidéu, padres italianos estiveram presentes no país entre 1850 e 1930. Durante o século XIX, por vezes se autorizou rezar as missas em italiano. Em meados daquele século instalou-se em Montevidéu um convento de franciscanos italianos e cinco freiras visitantes de Milão. Chegaram também várias congregações de mulheres, como as Filhas de Maria Santíssima do Jardim, as Filhas de Maria Auxiliadora e as Irmãs Capuchinhas da Madre Rubatto; em 1896 havia duas congregações masculinas e quatro congregações femininas de origem italiana.
A participação italiana não se limitou apenas à fé católica. Em 1858, um grupo de valdenses chegou ao departamento de Colonia, onde fundou a Colonia Piemontesa (La Paz) e a Colonia Valdense, um dos estabelecimentos mais importantes dessa igreja na América. No ano de 1870, a colônia italiana de Carmelo (Colônia) inaugurou uma capela dedicada a São Roque que teve um sino transportado de Gênova. Nesta década instalou-se uma sede da Ordem dos Irmãos Menores Capuchinhos e em 1876 chegaram os primeiros Salesianos de Turim, enviados por Dom Bosco, que se instalaram em Villa Colón.
Embora alguns imigrantes fossem anti-clericais, burgueses liberais do centro e norte da península, a maioria deles mantinha sua tradição religiosa. A colônia italiana do departamento de Florida iniciou em 1883 a construção de uma capela dedicada ao santo Cono de Teggiano, e dois anos depois se transferiu de Teggiano (Salerno), uma réplica da imagem de San Cono; o culto de San Cono se tornou um dos mais importantes do país, com milhares de fiéis celebrando a festa de San Cono. Em seguida, emergiram cultos da Virgem Maria e de santos como Cayetano Errico, José de Cupertino, Gerardo dei Tintori, Santa Lúcia e San Gennaro. Em 1894 um bispo salesiano promoveu a construção de uma capela na colônia agrícola de Porvenir (Paysandú), onde vivia um número significativo de italianos.

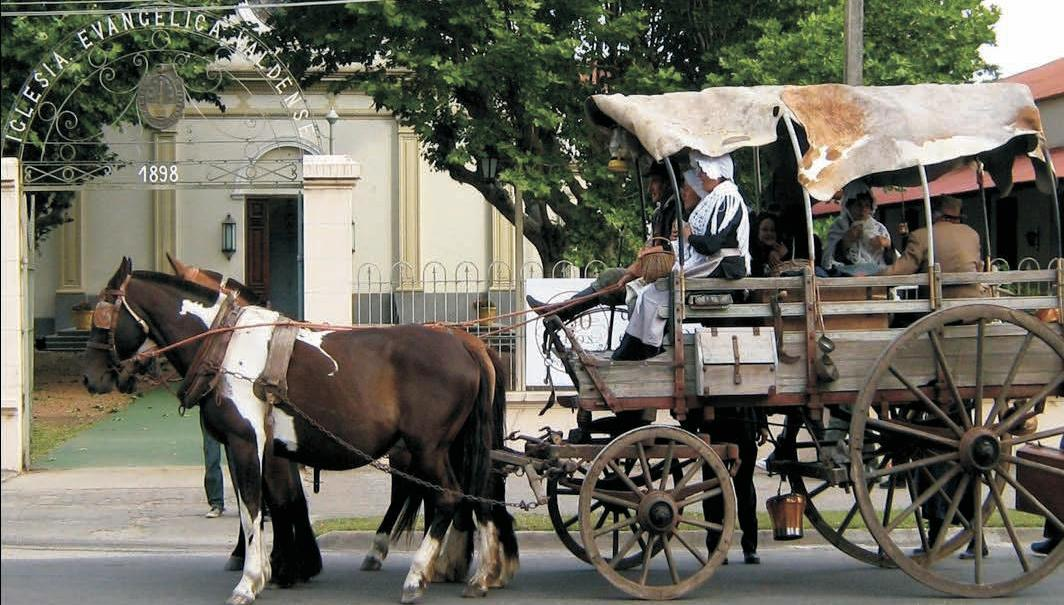
Descendentes de imigrantes valdenses durante as comemorações dos 150 anos da migração valdense para o Uruguai em frente ao templo da igreja Valdense em Colonia Valdense (agosto de 2009)

Em 1887, havia setenta e quatro escolas católicas no país, com 8.144 alunos, e quase a metade deles (49,8%) eram estudantes de escolas de congregações italianas. Com a chegada de novas congregações no país, no final do século XIX e no início do século XX, a percentagem de estudantes que frequentam escolas católicas italianas aumentou para 65%. Em 1916, por iniciativa da sobrinha do padre José Bartolomé Capurro, a Paróquia Nossa Senhora do Carmo foi construída no bairro italiano então chamado Umberto I, na capital.No início de 1929, o padre Luigi Orione, conhecido como Dom Orione, fundou a Congregação dos Padres da Divina Providencia no bairro da Aguada.
Desde as primeiras décadas do século XX, o fluxo migratório de sacerdotes italianos para o Rio da Prata aumentou e, posteriormente, a posição de arcebispo de Montevidéu passou a ser ocupada por bispos de origem italiana. Em 1919, Juan Francisco Aragone foi nomeado como arcebispo, o segundo arcebispo de Montevidéu. Após a renúncia de Aragone, Antonio María Barbieri ocupou o lugar entre 1940 e 1976. Barbieri nasceu em Montevidéu e estudou na Pontifícia Universidade Gregoriana de Roma; em 1958, o Papa João XXIII nomeou-o cardeal, o primeiro uruguaio a receber esse título honorífico. Entre 1976 e 1985, o arcebispo foi Carlos Parteli, nascido em Rivera, filho de italianos. O salesiano José Gottardi, originário de Baselga di Piné (Trento), chegou ao Uruguai aos seis anos de idade e foi arcebispo entre 1985 e 1998. Gottardi foi sucedido por outro salesiano, Nicolás Cotugno, nascido em Sesto San Giovanni (Milão), que chegou como missionário ao Uruguai em 1962 e depois de exercer várias funções foi nomeado arcebispo de Montevidéu em 1998, até apresentar sua renúncia em 2013. Ele foi substituído pelo salesiano Daniel Sturla.

### Instituições
O fenômeno das sociedades italianas emergiu no século XIX, desenvolvendo-se principalmente durante a década de 1880. Em 1918, havia 26 associações italianas apenas em Montevidéu, a mais antiga das quais era a Società Reduci Patrie Battaglie, fundada em 1878. Somam-se a isso outras sociedades patrióticas, como Legionari garibaldini em 1883, Circolo Garibaldi e Superstiti di San Antonio; estes, juntamente com a Società Reduci Patrie Battaglie, iriam se fundir em 1921 para formar a Combattenti e reduci italiani, uma instituição ativa de apoio ao fascismo no Uruguai. O maior número de associações italianas que foram contadas em todo o país foi em 1897, quando havia setenta e duas associações, que reuniam um total de 11.400 membros. Durante o século XIX instalou-se também a Câmara de Comércio Italiana - a primeira do mundo. Entre 1883 e 1907 funcionou o Banco Italiano del Uruguay. Em 1892 foi inaugurado o Hospital Italiano de Montevidéu (Ospedale Italiano Umberto I) e a sociedade de socorro mútuo Operai italiani di Montevideo inaugurou uma escola italiana. Mais tarde, foram abertas as escolas italianas da Lega Lombarda e do Circolo Napolitano.Por iniciativa de Leone Maria Morelli, essas escolas foram fundidas para fundar em 1886 a Scuola Italiana da Sociedade Riunita, que em 1918 passou a se chamar Scuola Italiana di Montevideo. Outras associações que funcionavam como ponto de encontro para a comunidade tinham fins recreativos, como o Casino Italiano - que funcionava desde 1880 - ou o Circolo Italiano; outros eram orientados para esportes, como o Centro Atlético Italiano, ou música: a Lomé lombarda corale istrumentale ou a Scuola Corale Filodrammatica. Mais tarde, a Società di Mutuo Soccorso foi fundada em 1906, com 1.906 membros, e o Circolo Napolitano, com 1.421 membros.
As sociedades de socorro mútuo que proliferaram na capital começaram a se espalhar para outras partes do país, em 1869 instalaram-se em San José de Mayo e Pando, e durante os anos seguintes chegaram a Trinidad, Carmelo, Nueva Palmira, Rocha e Rivera. Em Paysandú foram fundadas várias organizações italianas, a primeira das quais foi Unione e Benevolenza, fundada em 1874 e que teve uma escola primária masculina até 1885 - houve também uma Società Fermminile Unione e Benevolenza. Mais tarde, a sociedade XX Settembre de Salto também abriu uma escola italiana e por um tempo eles operaram escolas em Rocha e Trinidad. No ano de 2017, associações italianas como o Centro Cultural Italiano, a Associação Piemontesa, a Associação Lucana, ainda estavam presentes em Paysandú a Associação Ligur, a Associação Campana e o Circolo Napolitano. Estima-se que por volta de 1908, no Uruguai, um em cada três italianos pertencia a uma associação.
Depois da ditadura cívico-militar (1973-1985), vários patrocínios financiados pelo Ministério do Trabalho italiano foram instalados no Uruguai com o objetivo de prestar assistência social aos trabalhadores italianos e uruguaios, como os patronatos INCA, ACLI, INAS,INAPA e ITAL-UIL. A fim de difundir cultura e linguagem, a Sociedade Dante Alighieri e o Istituto Italiano di Cultura foram instalados em Montevidéu. As organizações italianas no Uruguai chegaram a cerca de setenta, incluindo centros culturais específicos de cada região italiana, como por exemplo, a Associação Calabresa do Uruguai ou o Circolo Lucano del Uruguay.

### Arquitetura e Urbanismo

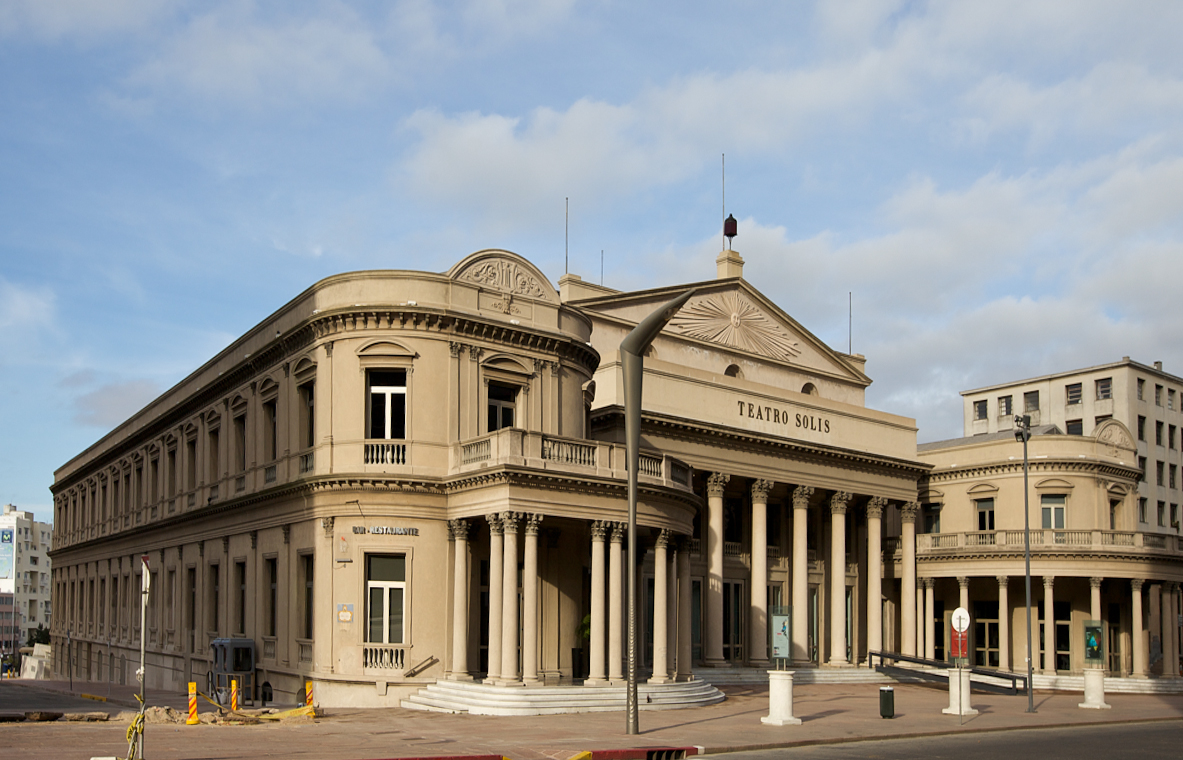
Teatro Solís

Após a retirada dos portugueses da região em 1724, o engenheiro militar Domingo Petrarca foi enviado de Buenos Aires para a baía de Montevidéu para fazer o traçado da cidade e construir uma fortificação, localizada onde hoje fica a Praça Zabala. A origem de Petrarca não é conhecida com certeza, podendo ser italiana ou espanhola. Em 1826 o arquiteto Reggiano Carlo Zucchi estabeleceu-se em Buenos Aires e entre 1836 e 1843 continuou sua carreira na capital oriental, onde ingressou na Comissão de Topografia e Higiene e Obras Públicas como engenheiro e arquiteto, cargos que ocupou até sua renúncia por motivos políticos. Suas obras públicas em Montevidéu foram baseadas na expansão e reorganização da cidade, afetando principalmente o Porto de Montevidéu, a Plaza Independencia e seus arredores e o Cemitério Central de Montevidéu. De estilo neoclássico marcado, algumas de suas obras arquitetônicas mais importantes foram o projeto do Teatro Solís, inicialmente rejeitado devido ao seu alto custo, ou a casa García de Zúñiga (Museu Juan Manuel Blanes).
Junto com a expansão demográfica experimentada pela região, entre os anos de 1880 e 1920 na área do Rio da Prata, a indústria da construção floresceu, influenciada pela arquitetura da Itália e da França. O trabalho de construtores e arquitetos italianos durante esse período foi determinar o estilo arquitetônico característico do Uruguai, que respondeu às correntes do Mediterrâneo, como o ecletismo e o historicismo, com características do renascimento italiano para as quais, mais tarde, no início do século XX , alguns motivos da arquitetura modernista foram adicionados. Não se tratava apenas de modelos europeus transplantados, mas as técnicas deles adaptadas ao novo território. As construções do tempo mantiveram em cada bairro uma harmonia estética e ao mesmo tempo cada obra arquitetônica reteve suas próprias características, dando especial atenção ao aspecto estético tanto no projeto de edifícios públicos quanto em residências particulares. Esta coerência foi mantida apesar da passagem do tempo, quando as casas foram construídas com mais ou menos decoração, tamanho ou valor.
Na época, a imigração italiana era de vital importância para o desenvolvimento arquitetônico da cidade, sendo também a maior comunidade estrangeira no setor da construção: para cada trabalhador espanhol havia quatro trabalhadores italianos. A maioria dos construtores que transportavam os projetos eram imigrantes italianos. Eles eram ainda mais numerosos nos trabalhos artesanais e relacionados ao lado artístico ou decorativo da arquitetura, como mosaicos, fabricantes de azulejos, escultores de madeira, mármore, gesso ou cimento portland, gravador de vidro, trabalhador de mármore, designer ou pintor. Devido à intervenção italiana, a região falou de "casas italianizadas" para se referir a certas construções da época.
Até 1900 a maioria das construções eram "casas padrão", isto é, casas que normalmente tinham várias salas dispostas lado a lado por todo o espaço, conectadas por corredores, com um ou mais pátios internos e um átrio na entrada. A sala da frente ou os quartos estavam ligados à rua por meio de janelas ou varandas. Para cobrir os corredores, ferreiros e vidraceiros de origem italiana construíram claraboias, que se tornaram um elemento característico das casas de Montevidéu.Segundo o arquiteto Juan Giuria, a maioria dessas casas tinha um único piso e uma distribuição similar das fachadas, decorado com uma «superfície classicista correta».

### Gastronomia
Os hábitos alimentares uruguaios são fortemente influenciados pela culinária da Itália, que se adaptou ao novo ambiente e se fundiu com outros usos culinários presentes no país. Imigrantes italianos introduziram no Uruguai alguns alimentos que são consumidos com frequência para a população uruguaia, como macarrão, polenta, milanesa (cotoletta), farinata e pizza. Muitos imigrantes recém-chegados abandonaram seus velhos hábitos e começaram a consumir outros alimentos, como o churrasco; o diretor do Istituto Italiano di Cultura Angelo Manenti explicou: "Quando nossos compatriotas vieram para cá ou para a Argentina, encontraram um mundo de cabeça para baixo, onde a coisa mais barata e fácil era a carne, que na Itália era a comida dos ricos." Esse impacto entre os imigrantes italianos e seu novo território deu origem à culinária ítalo-uruguaia ou ítalo-rio-platense, explicou o jornalista culinário uruguaio Ángel Ruocco:
Acontece que nossos ancestrais tanos tiveram que acomodar suas receitas à realidade local. E a principal diferença foi o uso de porções generosas de carne bovina, muito útil aqui e pouco disponível na Itália, além da falta ou pouca disponibilidade de ingredientes comuns e inexistentes ou raros ou muito caros (por exemplo, azeite de oliva) aqui, o que forçou a modificar as receitas e fez que a grande quantidade dos molhos criativos e deliciosos que acompanham o macarrão na Itália fosse consideravelmente reduzida entre nós.
A massa se popularizou no Uruguai com a imigração italiana entre meados do século XIX e início do século XX; embora continuasse a ser popular, seu consumo foi reduzido - e o da carne aumentou - desde os anos 1960, como resultado das medidas impostas pelo Mercado Comum Europeu que restringiram as exportações desse produto. A presença italiana no Uruguai gerou o desenvolvimento de tradições desconhecidas na Itália, como o consumo de massas aos domingos ou os Nhoque do 29, um costume que se espalhou no Rio da Prata - de origem incerta, embora pudesse ter surgido na Itália. quando as famílias italianas se reuniram no dia 29 de cada mês para comer nhoque (gnocchi) e colocar dinheiro em cada prato como um presságio de bonança. O pesquisador uruguaio Ignacio Martínez afirmou que o consumo de nhoque no vigésimo nono dia começou em meados do século XX e que poderia ter chegado ao país através da imigração italiana na Argentina, onde esse costume também está enraizado. O talharim (tagliatelle) - nome derivado do nome piemontês taijirin - também alcançou popularidade, a tal ponto que durante as décadas de 1920 e 1930 os jogadores do time de futebol uruguaio costumavam comê-los acompanhado de tuco (tuccu) antes dos jogos. Competindo em popularidade com o talharim estão os raviólis (ravioli) e outras variedades de massas que chegaram ao Uruguai como o espaguete, o vermicelli, o capelete e o tortellini, entre outros.

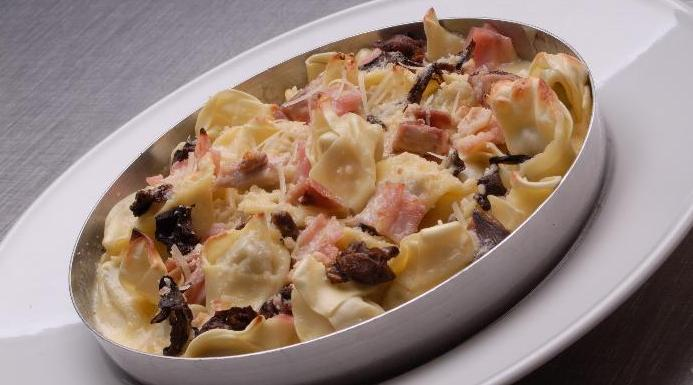
Em 1954, o chef piemontês Raimondo Monti criou o molho Caruso em Montevidéu para acompanhar um prato de massa que ficou conhecido como "capeletes a la Caruso".

Uma criação única da culinária ítalo-uruguaia é o capelete a la Caruso, um prato que surgiu em um renomado restaurante de massas chamado Mario e Alberto. Em 1954, para acompanhar os capeletes, o chef piemontês Raimondo Monti combinou creme de leite, presunto cozido, cogumelos cozidos em manteiga e uma colherada de extrato de carne para criar o molho caruso, batizado em homenagem ao tenor Enrico Caruso. Enquanto na Itália a massa seca é mais consumida, no Uruguai o consumo é dividido entre massas secas e frescas. Assim, no país do Rio da Prata, as "fábricas de massas" proliferaram, locais onde a massa fresca era produzida e vendida. Uma das fábricas de massas tradicionais do país foi La Spezia, que funcionou entre 1938 e 2017, fundada pelos irmãos Bonfiglio, originalmente de Manarola (La Spezia). Segundo dados do ano de 2012, o consumo de massas no Uruguai foi de 7,5 quilos per capita, situando-se no número dezesseis do mundo.
No século XIX, imigrantes da Ligúria e Campânia introduziram farinata e pizza no Uruguai, respectivamente. No final daquele século, os italianos começaram a vender ambulantes e abriram as primeiras pizzarias com fornos a lenha. Da pizza napolitana surgiram variantes uruguaias como "pizza al tacho", à base de vários queijos e sem tomates, feita pelo pizzaiolo italiano Angelo Nari no Bar Tasende de Montevidéu em 1931. Em 1915, os Guido, dois irmãos piemonteses, fundaram o primeiro moinho para a produção de farinha de farinata. A faina (farinata) - originária da Ligúria e também conhecida no Piemonte e na Toscana - alcançou no Uruguai maior difusão e enraizamento do que na Itália. Em 27 de agosto de 2008, o "Dia Fainá Autêntico" foi celebrado pela primeira vez.

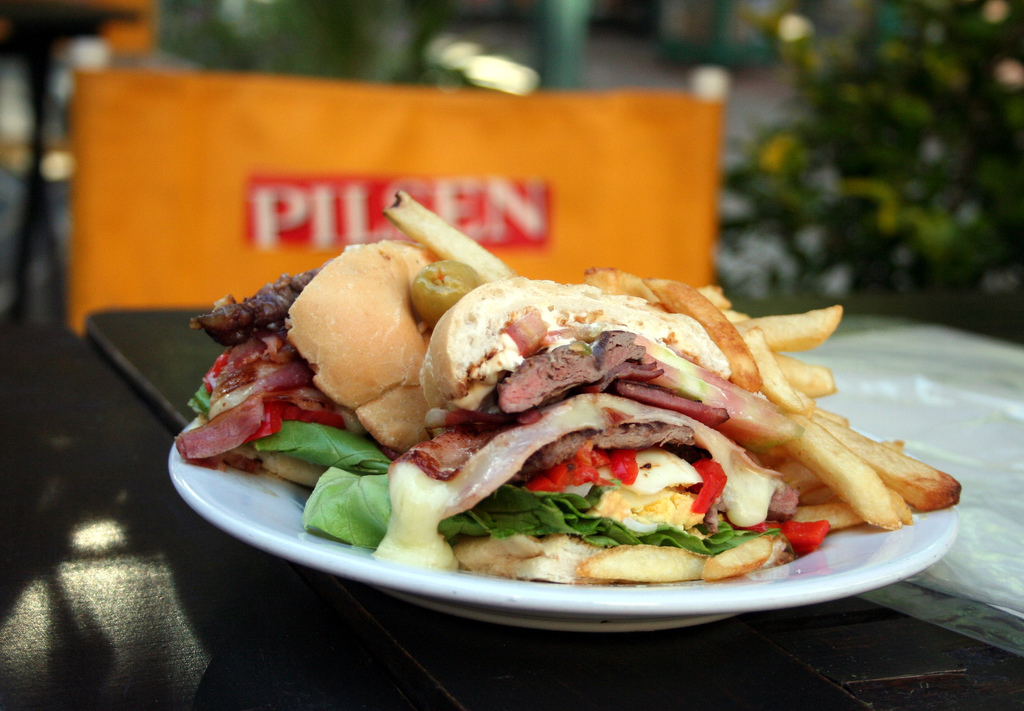
Antonio Carbonaro, filho de calabreses, elaborou o chivito em 1946. O lanche se consolidou como um prato típico da cozinha uruguaia.

Segundo informações da empresa de pedidos de comida on-line, a PedidosYa, até 2018, a pizza ficou em primeiro lugar entre os pratos mais requisitados pelos uruguaios. Outro dos pratos mais importantes da culinária uruguaia é o chivito, um sanduíche de lombo e outros ingredientes que é acompanhado por batatas fritas. O chivito nasceu em 1946 em um restaurante em Punta del Este chamado El Mejillón, quando uma mulher argentina pediu um prato de carne de cabra e, na ausência desse tipo de carne, o proprietário e cozinheiro do Antonio Carbonaro local - de pais calabreses Siderno Marina- elaborou um sanduíche com carne de lombo, presunto e manteiga. Mais tarde, se adicionou outros ingredientes, como alface, tomate e ovo. Desde então, o prato começou a ganhar popularidade e durante alguns verões naquela década eles chegaram a vender mil chivitos por dia.
Durante a Grande Guerra, os pescadores genoveses introduziram no Uruguai o chupín (ciuppin), uma sopa de peixe e frutos do mar que foi consumida nos barcos. Os pescadores também levaram a receita para outras partes do planeta, como a Califórnia, onde adotou o nome de cioppino e passou a fazer parte da culinária ítalo-americana. Em Montevidéu, foi um dos pratos mais populares no início do século XX e, como aconteceu nos Estados Unidos, também se adaptou aos costumes locais, neste caso incluindo a corvina e o mochuelo. Outras comidas italianas que iriam fazer parte da cozinha crioula são o buseca (busecca) da Lombardia, os bolos fritos (torta frita), as almôndegas (polpette) ou o bolo pasqualina da Ligúria. Havia também alimentos doces, como pasta de macarrão (pastafrola), pão doce (panetone) ou massini, sobremesa originária da Itália, mas popularizada no Uruguai.
O sorvete também foi começou a ser comercializado no início do século XX; uma das primeiras sorveterias foi a sorveteria Napolitana, localizada em frente à Plaza Independencia. Em 1938, a família Salvino Soleri chegou a Montevidéu e abriu a Los Trovadores, uma sorveteria artesanal que se destacava por sorvetes com sabores como zabaione e melão, e era frequentada pelo jogador de futebol Juan Alberto Schiaffino. Posteriormente, a família Barcella de Trescore Balneario se estabeleceu em Punta del Este em 1998 para abrir Arlecchino. A sorveteria dos Barcella foi bem recebida tanto pelo público local como pelos turistas, mantendo um desenvolvimento baseado nas origens do sorvete na Itália - importando alguns produtos como amêndoas ou pistaches - e ao mesmo tempo se adaptando aos costumes do público uruguaio, incluindo sabores como doce de leite.
A imigração italiana também impulsionou a produção de vinho no país, quando pequenas empresas familiares dedicadas à viticultura foram estabelecidas a partir do século XX. Em 1871, o italiano Federico Carrara produziu com sucesso vinho de variedades de uvas barbera e nebbiolo piemontêsa. Buonaventura Caviglia - que chegou a Montevidéu de Castelvittorio (Ligúria) em 1868 aos 21 anos - foi um empreendedor e empreendedor notável que, durante a década de 1890, começou a instalar várias agroindústrias para se dedicar à produção de vinho na cidade de Mercedes a partir de onde se expandiu e se tornou o maior produtor da área. Uma pesquisa em 1888 indicava que a maioria dos produtores de vinho eram italianos ou filhos de italianos.Entre 1960 e 1970, os vinhos eram produzidos a partir das uvas Nebbiolo e Sangiovese, populares no centro da península italiana. Até 2016, o Uruguai fra oi o país que mais consamiu vinho per capita nas Américas e, em 2017, andocou em 13º lugar no ranking dos países com maior consumo segundo a Organização Internacional da Vinha e do Vinho (OIV), com 27,80 litros por habitante e um consumo total de 97.100 litros, um lugar atrás da Itália, que conta com 33,89 litros por pessoa e 2.050.000 no total. Outra bebida típica italiana introduzida no país foi a grappa e, a partir de sua mistura com mel, a grappamiel nasceu no Uruguai.

### Imprensa
A imigração italiana também levou ao surgimento de jornais italianos como L'Italiano, Il Legionario Italiano, L'Italia e L'Italia al Plata, entre outros. L'Italiano, publicado semanalmente, apareceu em 1841 e foi fundado por o Giovanni Ligurian Battista Cuneo, pioneiro do jornalismo italiano na América do Sul e primeiro biógrafo de Garibaldi. Apesar de bem recebido pela colônia italiana, o jornal de Cuneo foi publicado pela última vez em 10 de setembro de 1842, com a edição número vinte e três, devido à falta de recursos e de colaboradores. Em uma Montevidéu sitiada e com os combatentes de Garibaldi defendendo a cidade, Cuneo começou a distribuir gratuitamente o Il Legionario Italiano para "continuar queimando o espírito de patriotismo dos legionários italianos".
O primeiro jornal sul-americano destinado a imigrantes foi La Speranza, editado por alguns meses em 1859 por Giacinto Marchisio Moreno e o milanês Teodoro Silva. No final de 1864, Gustavo Minelli chegou de Buenos Aires para editar o L'Italia - com a colaboração de Luigi Desteffanis, uma referência da comunidade italiana, que após vinte e oito edições foi fechado pelas autoridades de Montevidéu e Minelli foi ameaçado de deixar o país devido ao tom anti-clerical, maçom e liberal de sua publicação. Quase duas décadas depois, por meio da fusão do L'Era italiana e L'Italia Nuova, nasceu outro jornal chamado L'Italia, cujo principal editor foi Luigi D. Desteffanis e foi acompanhado por Giovacchino Odicini e Sagra - filho de Bartolomé Odicini - um importante jornalista da época que escreveu "da mesma maneira na linguagem de Cervantes como na de Boccaccio". O L'Italia tornou-se um ponto de referência para a comunidade italiana.
Por volta do final do século XIX, a comunidade italiana tinha o maior número de jornais estrangeiros no Uruguai, concentrados na capital, sendo os mais populares o L'Italia de Desteffanis e o L'Italia al Plata. Juntamente com o movimento anarquista italiano também publicações de propaganda apareceram na forma de folhetos, revistas e jornais. Em 1885, apareceu o primeiro jornal socialista italiano, La Colonia Italiana. Jornais posteriores de tendências semelhantes foram publicados, entre eles o anarquista comunista Il Socialista, que se declarou “irreligioso, antipatriótico, escrito pelos trabalhadores”. No início do século XX, a imprensa italiana também desenvolveu sua atividade em outras cidades do território, como Salto, onde viviam 3.000 italianos, ou Paysandú. Após a eclosão da Primeira Guerra Mundial, uma nova etapa do jornalismo italiano começou no Uruguai, com publicações como Il Bersagliere - também escrito em espanhol - que dedicou grande parte de seu conteúdo à guerra, principalmente à situação da frente italiana na Europa.
Foi neste período que surgiu a primeira preocupação com o futuro da imprensa italiana no Uruguai, segundo o escritor Pantaleone Sergi "a queda do fluxo migratório e a quase completa assimilação da antiga emigração" não favoreceram a situação da imprensa imigrante, notando que nos anos seguintes haveria uma menor difusão. Durante a era do fascismo na Itália, vários jornais que aderiram a essa ideologia surgiram no Uruguai: a partir de 1925  foi publicado, L'Era Nuova. Settimanale fascista: Organo ufficiale del Fascio Italiano dell'Uruguay, em 1928 Los deberes del hombre surgiu e em 1933 o Fascismo foi publicado em Salto. Por outro lado, havia diários de perfil antifascista como La Patria Italiana en el Uruguay, que foi publicado até 1944.
Na década de 1940, o jornalismo italiano foi caracterizado pelo uso do rádio na imprensa; Um dos programas mais destacados foi o Il Giornale dell'Aria, transmitido pela estação da Rádio CXA El Espectador em Montevidéu. Na ausência de mídia impressa no território uruguaio, italianos e italianos recorriam a jornais, tanto fascistas quanto democráticos, que chegavam de Buenos Aires. Após o desaparecimento do L'Italiano em 1940, em 1946 não havia mais jornais italianos impressos no Uruguai. Finalmente, o Messaggero italico, o primeiro jornal do pós-guerra, foi publicado em 1949. No entanto, a imprensa continuou escassa e demorou a se recuperar; entre 1952 e 1955, Il Mattino d'America foi publicado em espanhol e italiano, entre 1956 e 1958 foi divulgada a Gazzetta d'Italia e entre 1952 e 1954 foi distribuído o Annuario Aiufre.
Por iniciativa do calabrês Gaetano Cario, o L'Eco d'Italia foi lançado em 1964. Com uma comunidade italiana dividida politicamente entre seguidores e opositores do fascismo, o jornal seguiu uma linha democrática dirigida a todos os italianos sem distinção de tendência política. Entre os jornais que surgiram durante o período do pós-guerra, o L'Eco d'Italia foi o que mais tempo permaneceu em atividade, até sair de circulação em 2010, quando lhe foi negado o financiamento que vinha de Roma.A partir de 2005, é impresso em Montevidéu uma versão do jornal La Gente d'Italia, escrita em Roma e na capital uruguaia, distribuída primeiro com o Ultimas Noticias e depois com La República.

### Rádio e televisão
Em meados da década de 1950, a comunidade entrou em contato com a rádio. Um importante nome do jornalismo de rádio italiano foi o do mantuano Tullo Guiglia, que chegou a Montevidéu em 1952 e desde 1954 liderou o programa de informação Trenta Minuti com  L'Italia, primeiro na Radio Femenina, depois na Radio Rural e finalmente na Radio Itália. De 1958 a 1973, quando retornou à Itália, Guiglia assumiu o popular programa de música italiana La Voce d'Italia, transmitido pela CX 58 Radio Clarín. Em 1963, também na Radio Clarín, o programa dominical La Voce dei calabresi começou a ser transmitido. Três anos depois, a Radio Carve transmitiu o programa Hoy en Italia todas as terças-feiras.
Em junho de 1966, a empresa italiana Rai chegou a Montevidéu, sendo inaugurada na presença de representantes dos dois países, e a sede ficava no centro da capital, na Avenida 18 de Julio. Ao mesmo tempo, o Canal 4 transmitia a cada quinzena um programa sobre os eventos atuais na Itália, incluindo shows, esportes e entrevistas. Entrando no novo milênio La Voce dei calabresi continuou no ar, agora na CX 28 Radio Imparcial, e novos programas foram transmitidos como Buongiorno dall'Italia na Rádio Fénix CX40 e Spazio Italia na Rádio Sarandí; também houve programas realizados por ítalo-uruguaios em outras cidades uruguaias, como Tacuarembó, Salto e Paysandú. O radialista de Montevidéu, Italo Colafranceschi, também se dedicou à televisão fazendo os programas Zoom Italiano, Italia Italia y Panorama italiano. O político, jornalista e arquiteto Aldo Lamorte apresentava o programa Italia ti chiama no canal VTV, tratando de assuntos relacionados à comunidade ítalo-uruguaia.

### Arte
A imigração italiana impulsionou o desenvolvimento da música clássica no Uruguai, enquanto a ópera italiana influenciou as composições de artistas como Tomás Giribaldi e León Ribeiro. Em 1878, Giribaldi estreou a primeira ópera uruguaia, intitulada La Parisina, no Teatro Solís, evento que lhe valeu grande sucesso da imprensa, que descreveu como "uma obra que marca o progresso da arte nacional". A segunda ópera de Giribaldi, Manfredi di Svevia, estreada em 1882, foi baseada em um romance histórico ambientado em Nápoles no ano de 1266, escrito por Francesco Domenico Guerrazzi. No final do século XIX, a atividade musical foi influenciada por famílias italianas de compositores. Além de compor, Luis Sambucetti - filho de um músico da Ligúria - dedicou-se à educação musical, fundando o Instituto Verdi em 1890. No final do século XIX, a atividade musical era influenciada por famílias italianas de compositores. Além de compor, Luis Sambucetti - filho de um músico da Ligúria - dedicou-se à educação musical, fundando o Instituto Verdi em 1890. Cinco anos depois, o pianista romano Camilo Giucci fundou o Liceu Musical Franz Liszt; sua esposa e filho, Carlos Giucci, também eram compositores. Cinco anos depois, o pianista romano Camilo Giucci fundou o Liceu Musical Franz Liszt; Sua esposa e filho, Carlos Giucci, também eram compositores. Já no século XX, um dos mais importantes compositores clássicos do país era Sergio Cervetti, cuja ascendência - seu pai era um clarinetista italiano - se refletia em sua música.
Filho de genoveses fãs de música, Eduardo Fabini tornou-se o mais importante compositor de sua época e teve uma importante influência no desenvolvimento da música uruguaia. Neste contexto, o pianista Hector Tosar descreveu a música de Fabini como "acentuado sotaque regional" e afirmou que isso resume "as características predominantes de nossa terra e os sentimentos que ela desperta em seus habitantes". O censo de Montevidéu de 1889 mostrou uma considerável influência dos imigrantes europeus nas artes, especialmente na música: de cada nove professores de música, oito eram europeus e apenas um era uruguaio. O mesmo censo indicou também uma predominância de imigrantes na atividade teatral, superando os orientais em uma proporção de quatro para um.

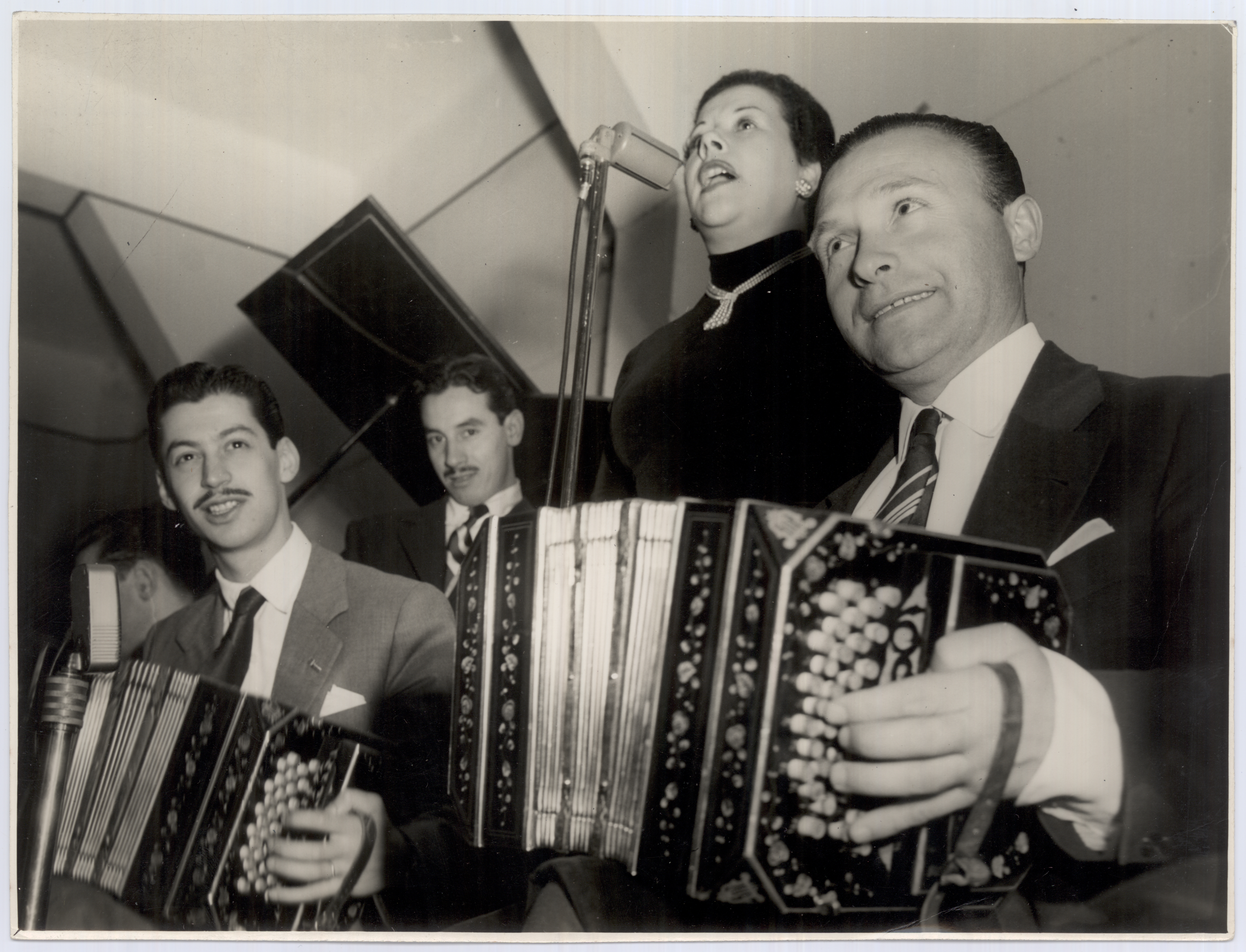
Orquestra de Donato Racciatti (direita) com a cantora Nina Miranda em 1954

Os descendentes de italianos também influenciaram o desenvolvimento da música popular uruguaia, especialmente no tango. As letras, que foram nutridas pelo lunfardo e as experiências de vida nos subúrbios e cortiços, nas palavras de Renzo Pi Hugarte, "indubitavelmente referem-se ao sistema de valores da guapperia napolitana". Embora tenha surgido nas classes mais baixas, o tango se tornaria parte da cultura do Rio da Prata e patrimônio imaterial da humanidade. "La cumparsita", o tango mais difundido do mundo, nasceu em Montevidéu entre 1915 e 1916 com os arranjos musicais do argentino de Gênova, Roberto Firpo. Além disso, alguns historiadores acreditam que o nome do dito tango poderia ter sido cunhado por um garçom italiano. Entre as figuras mais notáveis do tango está o bandoneonista e maestro Donato Racciatti. Nascido em Guilmi (Abruzos), Racciatti desenvolveu sua carreira a partir dos anos 1940 em Montevidéu e tornou-se popular na Argentina, Brasil e Japão. Outros músicos de tango de origem italiana foram o pianista e maestro Gerardo Metallo, nascido em Calabritto (Campânia), o cantor José Razzano, filho de italianos, os irmãos Francisco, Rafael e Juan Canaro (Canarozzo), filhos de campanos, ou o cantor e compositor Alberto Mastra (Mastracusa).
Por volta de 1931, Guido Santórsola, músico e maestro de orquestra, estabeleceu-se no Uruguai, suas composições apresentaram técnicas modernas e vários elementos musicais: nacionalismo - por exemplo, "Cantata a Artigas" (1965) para coro feminino e orquestra , música folclórica brasileira, contraponto barroco ou serialismo. Desde 1932, aLamberto Baldi era o maestro da Orquestra Sinfônica de Sodré, um cargo que ocuparia por uma década. O primeiro espetáculo de balé no Uruguai, Nocturno Nativo, foi produzido pelo compositor calabrês Vicente Ascone em 1935.
No contexto da chamada música "Nueva ola" que surgiu na década de 1950, caracterizada por um som rock melódico cantado em espanhol, o grupo uruguaio Los TNT se tornou popular. O nome do grupo veio das iniciais dos integrantes da banda, os irmãos Tony, Nelly e Tim Croatto, nascidos em Attimis (Friuli-Venezia Giulia) e instalados com a família no Uruguai em 1953. Depois que a banda se apresentou em Montevidéu, a empresa RCA Records os contratou em 1960 para tocar em Buenos Aires, onde começaram a atuar na televisão e gravar discos, alcançando popularidade com singles como "Eso" e "La Espumita". O sucesso de popularidade e vendas da banda se expandiu para o nível continental e em 1963 chegaran à Espanha para aparecer na quinta edição do Festival da Canção do Mediterrâneo, onde obtiveram a segunda posição com a música "Paz".

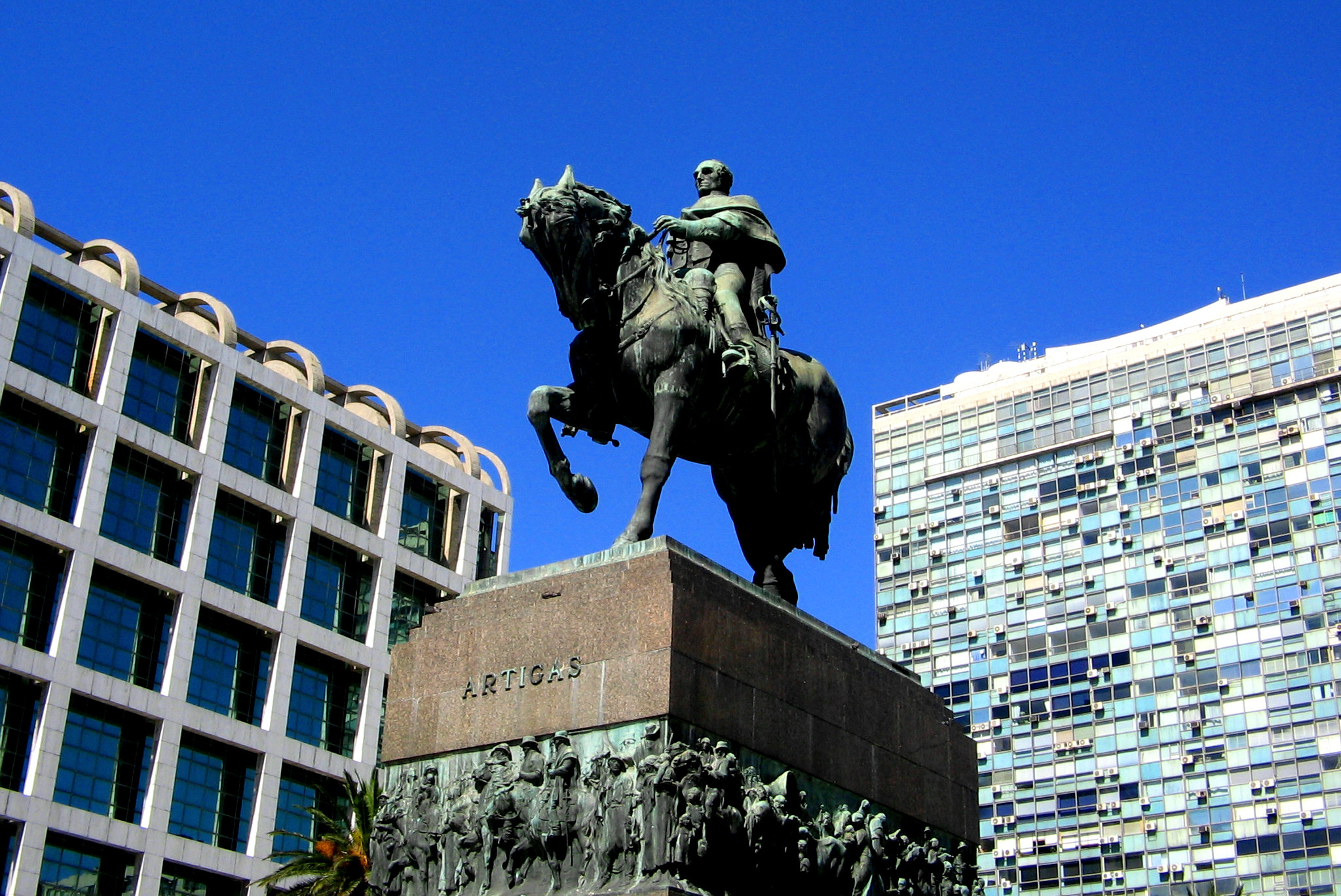
Monumento a Artigas na Praça Independência, inaugurado em 1923, obra do escultor Angelo Zanelli.

A primeira cineasta do Uruguai, Rina Massardi, chegou com sua família da Bréscia e foi treinada em Montevidéu e na Itália como cantora lírica, atriz e diretora de cinema. Embora grande parte de sua carreira tenha se desenvolvido como cantora, ela chegou a filmar um filme chamado ¿Vocación?, que estreou em 1938 e, um ano depois, foi exibido no Festival Internacional de Cinema de Veneza. ¿Vocación? foi o primeiro filme lírico sul-americano. Inúmeros escritores de prestígio são de origem italiana, como o historiador e jornalista Isidoro De Maria, filho de um valenciano, o poeta gaucho Romildo Risso e Juan José Morosoli, de descendência de Ticino. A origem de Morosoli pode ser notada em sua literatura, como por exemplo em Muchachos: romance para adolescentes, onde o autor escreveu: "Os italianos eram patriotas à sua maneira. Eles tiraram a terra dos outros trabalhando. Criando famílias. Trazendo mármores e estátuas de Carrara. Em vez de atirar em si mesmos, eles mataram uns aos outros trabalhando". A partir de meados do século XX, outros como Mario Benedetti, de avós italianos, Marosa di Giorgio, filha de um imigrante de Lusana (Bagnone), ou Carlos Maggi se destacaram.
O Uruguai também foi o destino de vários pintores italianos. Um dos primeiros foi Ferdinando Brambilla, que chegou a retratar Montevidéu em 1789 como parte da Expedição Malaspina. O retratista genovês Gaetano Gallino viveu na capital uruguaia entre 1833 e 1848, período em que projetou o uniforme e a bandeira da Legione Italiana e retratou Garibaldi e sua esposa Anita. Depois de seu exílio, o piemontês Baldassare Verazzi foi parar no Rio da Prata e, depois de uma passagem controversa por Buenos Aires, em 1862 continuou sua carreira em Montevidéu, período que durou quatro anos e incluiu obras como o afresco "Ascensão do Senhor" no Cemitério Central de Montevidéu ou múltiplos retratos de personalidades da época, sendo o do general Fructuoso Rivera um dos mais conhecidos. Vindo da região do Lácio, Alejandro Pietromarchi teve uma longa carreira no carnaval uruguaio do início do século XX, responsável pela iluminação dos eventos na Avenida 18 de Julio, no Teatro Solís e pela decoração dos carros alegóricos. Outros artistas italianos da época foram Eduardo de Martino, Nicolás Panini, Carlos Corsetti, Leopoldo Bersani e Crisanto Del Monaco, entre outros.
Enzo Domestico Kabregu nasceu em Acquaformosa (Calábria) e em 1934 instalou-se em Montevidéu e tornou-se um artista famoso em seu país natal. Um dos alunos de Domestico Kabregu e também do italiano Domingo Giaudrone foi o véneto Sergio Curto, que chegou a Montevidéu aos onze anos de idade, em 1933, onde se formou como artista. Curto tornou-se um expoente da arte figurativa no Uruguai, foi premiado e participou de inúmeras exposições, incluindo uma em sua região de origem. Poucos meses após seu nascimento em Gênova, Jorge Damiani chegou a Montevidéu e, desde criança, interessou-se por desenho e pintura. Em 1951, retornou à Europa e um ano depois entrou na Academia de Belas Artes de Brera, em Milão; naquela época, ele conheceu figuras de arte como Carlo Carrà, Lucio Fontana e Emilio Pettoruti. Mais tarde, ele desenvolveu uma carreira prolífica em Montevidéu e nos Estados Unidos. Seu trabalho insinuou sua origem italiana, mas também foi influenciado pelo meio rural uruguaio. Em Montevidéu, Damiani coincidiu com o pintor Lino Dinetto - nascido em Veneto - e juntos fizeram vários murais de natureza religiosa. Entre as obras mais notáveis de Dinetto como pintor de arte sacra estão os afrescos nas paredes e a cúpula da Catedral de San José de Mayo. Em 2004, o Estado uruguaio declarou seu trabalho "Patrimônio Histórico Nacional". No mesmo período, destacaram-se outros artistas, como Domenico Failutti, Enrique Albertazzi - decorador do Palacio Salvo - Alfredo De Simone ou Giorgio Lao.
Uma das figuras mais importantes da pintura uruguaia foi Pedro Figari, filho de ligurianos; seu pai foi para Montevidéu nadando depois que o navio em que viajava para Buenos Aires naufragou. Anos antes de sua carreira como pintor, ele trabalhou como advogado, jornalista e político: exerceu jurisprudência, fundou o jornal El Deber e foi eleito deputado pelo Partido Colorado. Em 1890 ele começou a frequentar aulas de pintura com o professor veneziano Goffredo Sommavilla e em 1917 ele já estava totalmente dedicado à pintura, atividade que o levou a se estabelecer em Buenos Aires e Paris. Estima-se que durante sua prolífica carreira Figari pintou entre 2.500 e 4.000 obras. Outros pintores uruguaios tinham ascendência peninsular, como Luis Queirolo Repetto, Guiscardo Améndola, José Luis Invernizzi, da mãe italiana, Antonio Frasconi, de pais italianos, e a paisagista Ulda Rubiolo, de pais italianos, cujo trabalho pertence a coleções de todo o mundo. O trabalho de artistas italianos também se tornou visível na escultura do Uruguai, com obras como o Monumento a Artigas de Angelo Zanelli ou o Palácio Legislativo do Uruguai, cujo interior inclui conjuntos de Giannino Castiglioni. Dentro do Cemitério Central de Montevidéu se pode ver o trabalho de José Livi, Félix Morelli e Juan Azzarini. A fonte de mármore branco localizada no centro da Plaza Matriz foi obra de Juan Ferrari - pai de Juan Manuel Ferrari - e incluiu elementos como faunos, querubins, golfinhos, águias e símbolos maçônicos como o esquadro, o martelo e a bússola. Montevidéu foi decorada com vários monumentos feitos por José Belloni - do pai lugano - incluindo La Carreta, La Diligencia e El Entrevero.

### Esportes
No contexto dos primeiros eventos esportivos no Uruguai, uma companhia italiana de acrobatas de circo apresentou-se com exercícios de equilíbrio e pirâmides na Plaza Mayor de Montevidéu, descendo com uma corda do Cabildo até o centro da a praça. O nome de um dos dois times de futebol mais importantes do Uruguai, o Club Atlético Peñarol, surgiu da deformação de Pinerolo, a cidade de origem de Giovanni Battista Crosa -castelanizado como Juan Bautista Crosa-, um imigrante piemontês. Crosa chegou ao Uruguai em 1765 onde instalou uma fazenda e mais tarde, na mesma aldeia, abriu uma mercearia chamada "El Penareul". Devido aos costumes daquela época era comum a cidade de origem dos imigrantes aparecer em os documentos pessoais, dessa maneira, Crosa começou a aparecer como Crosa Pinerolo, que mais tarde foi castelhanizado como Crosa Peñarol. A área em que ele se instalara ficou conhecida como Villa Peñarol; Crosa morreu em 1790. Outra teoria afirma que o nome do distrito poderia ter derivado de outro colono italiano, o fazendeiro Pedro Pignarolo, que ao chegar ao país teria perdido seu sobrenome original pelo nome de sua cidade de origem. Em 1891 foi fundado o Clube de Críquete Ferroviário Central do Uruguai (CURCC) e em 1913 mudou seu nome para Peñarol. Durante esses anos, a equipe costumava ser integrada por trabalhadores ferroviários italianos, enquanto seu rival clássico sentia mais afinidade com os crioulos e também atraíra imigrantes espanhóis, dando origem ao ditado: "Branco, galego e Nacional; Colorado, italiano e Peñarol".

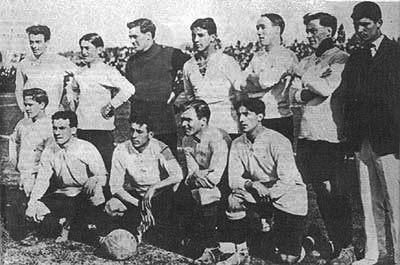
Time de futebol uruguaio que venceu o Campeonato Sul-Americano em 1917. Da esquerda para a direita (acima): Jorge Pacheco, José Vanzzino, Cayetano Saporiti, Gregório Rodríguez, Manuel Varela, Alfredo Foglino; (abaixo): José Perez, Héctor Scarone, Ángel Romano, Carlos Scarone, Pascual Somma.

Embora a rivalidade entre Nacional e Peñarol fosse continuar, a rejeição de estrangeiros e crioulos foi deixada para trás com a integração dos primeiros na sociedade uruguaia. No início do século XX, o Peñarol era conhecido como "a imagem do povo" e mais tarde. como "manyas", um apelido cunhado por Carlos Scarone em 26 de julho de 1914.Seu pai, Giuseppe Scarone, chegou ao Uruguai de Savona (Ligúria) em 1887. Carlos Scarone fez sua estréia no Peñarol - ainda chamado CURCC - em 1909 e permaneceu no clube até 1913, quando, em busca de melhores rendimentos, decidiu tentar a sorte em Buenos Aires. Foi em uma conversa com seu pai antes de sair que ele explicou - referindo-se à sua má situação econômica - que em Peñarol ele ia ficar "para comer ... o que? Merda? Um mangiare merda?". No ano seguinte, Scarone voltou a Montevidéu, mas desta vez para jogar no Nacional; em julho de 1914, ele enfrentou seu antigo time em um amistoso, onde Scarone teve um dia tenso e agressivo, muitas vezes gritando: "Joguem-se, você é um mangiamerda. Manyas!". Havia também outros clubes de menor importância que representavam a comunidade italiana, como a Casa Italia, que jogou na divisão extra B, e o Club Sportivo Italiano, que enfrentou a Casa Italia em 1965 e conseguiu jogar na segunda divisão profissional.
O CURCC foi a primeira equipe uruguaia a ter filhos e netos de imigrantes em suas fileiras, alguns dos quais foram os primeiros jogadores de destaque de Peñarol, como Lorenzo Mazzucco e José Piendibene, ambos de pais italianos. Por outro lado, Pedro Petrone, descendente de lucânios, e Ángel Romano faziam parte da equipe do Nacional. A seleção uruguaia que foi coroada campeã na Copa do Mundo de 1930 teve Alberto Suppici como diretor técnico ee entre os campeões que derrotaram a Argentina na final estavam o capitão José Nasazzi, filho de lombardos, Ernesto Mascheroni e o irmão mais novo de Carlos Scarone, Héctor Scarone. Depois de vencer a Copa do Mundo, Scarone foi transferido para o Ambrosiana-Inter e estreou na temporada 1931-32 como o primeiro jogador nativo da história naquele clube. No Inter ganhou o apelido de "Garibaldi" pelos torcedores quando, com sangue no rosto depois de receber um chute, ele marcou dois gols para o Lazio. Ele jogou as próximas duas temporadas com o Palermo antes de retornar a Montevidéu. Outro campeão mundial, Pedro Petrone, chegou à liga italiana também em 1931 para jogar pelo Fiorentina. Durante duas temporadas no conjunto toscano, o atacante chegou a marcar 37 gols em 44 jogos, e já em sua temporada de estréia conseguiu ser o artilheiro da liga, o primeiro capocanoniere estrangeiro na história da Serie A, e também o primeiro estrangeiro vestindo a camisa do Fiorentina.
A presença de jogadores de futebol italianos no campeonato italiano não era comum, mesmo alguns deles se juntaram ao time nacional de futebol italiano durante a década de 1930, como Raffaele Sansone, Ricardo Faccio, Emanuel Fillola, Francisco Frione, Roberto Porta, Hector Puricelli e Ulisse Uslenghi.[carece de fontes?] Nascido em Paysandú, em 1894, Julio Bavastro chegou à Itália aos dezesseis anos para jogar primeiro no Milão e depois no Inter, entre 1910 e 1915.[carece de fontes?] Sua carreira foi interrompida pela eclosão da Primeira Guerra Mundial; Bavastro se alistou no exército - chegando ao tenente - e foi morto nas terras altas das Sete Comunas em Gallio, em 1918, lutando contra o exército austro-húngaro. Outro dos primeiros jogadores uruguaios a retornar à metrópole foi Francisco Fedullo, cujos pais emigraram de Salerno para Montevidéu; Fedullo passou a maior parte de sua carreira no Bologna e conseguiu usar a camisa Azzurra, marcando três gols em dois jogos. A seleção italiana que venceu a Copa Internacional de 1933-35 contou com três jogadores ítalo-uruguaios: Ernesto Mascheroni - campeão mundial com o Uruguai -, Ricardo Faccio e Roberto Porta.[carece de fontes?] Miguel Andreolo, descendente de Salernitan, também representou a península selecionada e foi coroado campeão mundial na Copa do Mundo de 1938, sendo também incluído no Time das Estrelas da competição. Andreolo foi o único caso de um jogador nascido no Uruguai e campeão mundial com uma seleção diferente da uruguaia.
Por outro lado, Ernesto Vidal - nascido como Ernesto Servolo no território então italiano de Istria - emigrou para a América do Sul, onde treinou como jogador de futebol, e fez parte da equipe do título uruguaio da Copa do Mundo de 1950. Além de Vidal, naquela Copa do Mundo, a seleção uruguaia incluiu Roque Maspoli, descendente de ticinos, Schubert Gambetta, descendente de genoveses, Rodolfo Pini, Alcides Ghiggia e Juan Alberto Schiaffino. Da mesma forma, Ghiggia e Schiaffino jogaram no Peñarol, Roma e Milão durante as décadas de 1950 e 1960. Ghiggia, cuja família havia emigrado da comuna de Sonvico, usava a camisa Azzurra durante a classificação para a Copa do Mundo de 1958, mas a Itália não conseguiu se qualificar. O avô paterno de Schiaffino chegou ao Uruguai no início do século XX e era originalmente de Camogli ou Portofino (Ligúria), razão pela qual seu neto pôde jogar como um nativo da equipe italiana, coincidindo com Ghiggia.